# 디스플레이포트
디스플레이포트(DisplayPort, DP)는 컴퓨터와 같은 비디오 소스를 모니터와 같은 디스플레이 장치에 연결하는 데 사용되는 디지털 인터페이스이다. 비디오 전자공학 표준위원회(VESA)가 개발했으며, 단일 케이블로 디지털 오디오, USB 및 기타 유형의 데이터를 전송할 수도 있다.
2000년대에 도입된 디스플레이포트는 VGA, DVI, FPD-링크와 같은 이전 표준을 대체하기 위해 설계되었다. 이들 형식과 직접 호환되지는 않지만, 어댑터를 통해 HDMI, DVI, VGA 및 기타 인터페이스에 연결할 수 있다.
이전 인터페이스와 달리 디스플레이포트는 USB 또는 이더넷을 통해 데이터가 전송되는 방식과 유사하게 패킷 기반 전송을 사용한다. 이 디자인은 높은 해상도를 지원하고 커넥터를 변경하지 않고도 새로운 기능을 추가할 수 있도록 한다.
디스플레이포트에는 장치 제어 및 소스와 디스플레이 장치 간의 자동 구성을 위해 사용되는 보조 데이터 채널이 포함된다. 이는 디스플레이 데이터 채널(DDC), 확장된 디스플레이 식별 데이터(EDID), 모니터 컨트롤 커맨드 세트(Monitor Control Command Set, MCCS), VESA 디스플레이 파워 매니지먼트 시그널링(Display Power Management Signaling, DPMS)과 같은 표준을 지원한다. 일부 구현에서는 장치가 서로 명령을 보내고 단일 리모컨을 사용하여 작동할 수 있도록 하는 소비자 가전 제어(CEC)도 지원한다.

## 버전

### 1.0 ~ 1.1
첫 번째 버전인 1.0은 VESA에 의해 2006년 5월 3일에 승인되었다. 버전 1.1은 2007년 4월 2일에 승인되었고, 버전 1.1a는 2008년 1월 11일에 승인되었다.
디스플레이포트 1.0–1.1a는 표준 4레인 메인 링크를 통해 최대 10.8 Gbit/s(데이터 전송률 8.64 Gbit/s)의 대역폭을 허용한다. 2미터 길이의 디스플레이포트 케이블은 10.8 Gbit/s의 전체 대역폭을 지원해야 한다. 디스플레이포트 1.1은 장치가 광섬유와 같은 대체 링크 레이어를 구현할 수 있도록 하여 신호 저하 없이 소스와 디스플레이 간에 훨씬 더 긴 거리를 연결할 수 있도록 한다. 하지만 대체 구현은 표준화되어 있지 않다. 또한 디스플레이포트 콘텐츠 보호(DPCP) 외에 HDCP도 포함한다. 디스플레이포트 1.1a 표준은 VESA 웹사이트에서 무료로 다운로드할 수 있다.

### 1.2
디스플레이포트 버전 1.2는 2010년 1월 7일에 도입되었다. 이 버전의 가장 중요한 개선 사항은 High Bit Rate 2(HBR2) 모드에서 데이터 전송률이 17.28 Gbit/s로 두 배 증가했다는 것이다. 이는 60 Hz 10 bpc RGB에서 3840 × 2160과 같은 증가된 해상도, 높은 주사율 및 더 깊은 색 심도를 허용한다. 다른 개선 사항으로는 Multi-Stream Transport(MST)라고 불리는 여러 독립적인 비디오 스트림(데이지 체인 연결로 여러 모니터 연결), 스테레오스코픽 3D 기능, AUX 채널 대역폭 증가(1 Mbit/s에서 720 Mbit/s로), xvYCC, scRGB, 어도비 RGB 1998을 포함한 더 많은 색 공간, 그리고 1 μs 미만의 오디오/비디오 동기화를 위한 Global Time Code(GTC)가 있다. 또한 애플의 미니 디스플레이포트 커넥터는 훨씬 작고 노트북 컴퓨터 및 기타 소형 장치용으로 설계되었으며 새로운 표준과 호환된다.

### 1.2a
디스플레이포트 버전 1.2a는 2013년 1월에 출시되었으며 선택적으로 VESA의 Adaptive Sync를 포함할 수 있다. AMD의 FreeSync는 디스플레이포트 Adaptive-Sync 기능을 사용하여 작동한다. FreeSync는 CES 2014에서 도시바 새틀라이트 노트북에서 임베디드 디스플레이포트 표준의 Panel-Self-Refresh (PSR) 기능을 사용하여 처음 시연되었으며, AMD의 제안에 따라 VESA는 나중에 패널 자체 새로 고침 기능을 독립형 디스플레이에 사용하도록 조정하고 버전 1.2a에서 "Adaptive-Sync"라는 이름으로 메인 디스플레이포트 표준의 선택적 기능으로 추가했다. 선택적 기능이므로 Adaptive-Sync 지원은 디스플레이가 디스플레이포트 1.2a를 준수하는 데 필수적이지 않다.

### 1.3
디스플레이포트 버전 1.3은 2014년 9월 15일에 승인되었다. 이 표준은 새로운 HBR3 모드를 통해 전체 전송 대역폭을 32.4 Gbit/s로 늘렸으며, 레인당 8.1 Gbit/s(버전 1.2의 HBR2는 5.4 Gbit/s)를 특징으로 하며, 8b/10b 인코딩 오버헤드를 고려한 후 총 데이터 처리량은 25.92 Gbit/s이다. 이 대역폭은 120 Hz에서 24 bit/px RGB 색상의 4K UHD 디스플레이(3840 × 2160), 60 Hz에서 30 bit/px RGB 색상의 5K 디스플레이(5120 × 2880), 또는 30 Hz에서 24 bit/px RGB 색상의 8K UHD 디스플레이(7680 × 4320)에 충분하다. 멀티 스트림 전송(MST)을 사용하면 디스플레이포트 포트가 60 Hz에서 두 개의 4K UHD(3840 × 2160) 디스플레이를 구동하거나, 24 bit/px RGB 색상으로 60 Hz에서 최대 4개의 WQXGA(2560 × 1600) 디스플레이를 구동할 수 있다. 새로운 표준에는 DVI 및 HDMI 어댑터에 대한 필수 듀얼 모드가 포함되어 있으며, HDMI 2.0 표준 및 HDCP 2.2 콘텐츠 보호를 구현한다. 선더볼트 3 연결 표준은 원래 디스플레이포트 1.3 기능을 포함할 예정이었으나, 최종 출시에서는 인텔 6000 시리즈 선더볼트 3 컨트롤러에 버전 1.2만 포함되었다. 이후 인텔 7000 시리즈 선더볼트 3 컨트롤러는 HDR을 포함한 디스플레이포트 1.4 기능을 지원한다. 디스플레이포트 버전 1.3의 VESA Adaptive Sync 기능은 여전히 사양의 선택적 부분이다.

### 1.4
디스플레이포트 버전 1.4는 2016년 3월 1일에 공개되었다. 새로운 전송 모드는 정의되지 않았으므로 버전 1.3에서 도입된 HBR3(32.4 Gbit/s)가 여전히 최고 모드로 남아있다. 디스플레이포트 1.4는 디스플레이 스트림 압축 1.2(DSC), 전방 오류 정정, CTA-861.3에 정의된 HDR10 메타데이터(정적 및 동적 메타데이터 포함) 및 HDMI 상호 운용성을 위한 Rec. 2020 색 공간을 추가하며, 인라인 오디오 채널의 최대 수를 32개로 확장한다.

### 1.4a
디스플레이포트 버전 1.4a는 2018년 4월에 공개되었다. VESA는 이 버전에 대해 공식 보도 자료를 발표하지 않았다. 이는 디스플레이포트의 디스플레이 스트림 압축 구현을 DSC 1.2에서 1.2a로 업데이트했다.

### 2.0
2019년 6월 26일, VESA는 디스플레이포트 2.0 표준을 공식적으로 발표했다.
VESA는 버전 2.0이 2016년 3월 이후 디스플레이포트 표준의 첫 주요 업데이트이며, 이전 버전의 디스플레이포트(1.4a)에 비해 데이터 전송률이 약 3배(25.92에서 77.37 Gbit/s로) 향상되었을 뿐만 아니라 기존 디스플레이의 미래 성능 요구 사항을 충족하기 위한 새로운 기능을 제공한다고 밝혔다. 여기에는 8K 이상의 해상도, 더 높은 해상도에서의 높은 주사율 및 고동적 범위(HDR) 지원, 여러 디스플레이 구성에 대한 향상된 지원, 그리고 4K 이상의 VR 해상도 지원을 포함하여 증강/가상 현실(AR/VR) 디스플레이를 통한 향상된 사용자 경험이 포함된다.
2016년 9월 VESA가 발표한 로드맵에 따르면, 새로운 디스플레이포트 버전은 "2017년 초"에 출시될 예정이었다. 이는 링크 속도를 8.1에서 10.0 Gbit/s로 23% 증가시켰을 것이다. 이는 총 대역폭을 32.4 Gbit/s에서 40.0 Gbit/s로 증가시켰을 것이다. 그러나 2017년 1월 HDMI 포럼이 다음 표준(HDMI 2.1)이 최대 48 Gbit/s의 대역폭을 제공할 것이라고 발표한 후 추가 개선을 위해 지연되었을 가능성이 있어 2017년에는 새로운 버전이 출시되지 않았다. 2018년 1월 3일 보도 자료에 따르면, "VESA는 또한 현재 회원사와 함께 다음 디스플레이포트 표준 세대 개발에 참여하고 있으며, 디스플레이포트가 가능하게 하는 데이터 전송률을 두 배 이상으로 늘릴 계획이다. VESA는 향후 18개월 이내에 이 업데이트를 발표할 계획이다." CES 2019에서 VESA는 새 버전이 압축 없이 8K @ 60 Hz를 지원할 것이며 2019년 상반기에 출시될 것으로 예상된다고 발표했다.

#### DP 2.0 구성 예시
디스플레이포트 2.0에서 향상된 대역폭을 통해 VESA는 더 높은 디스플레이 해상도와 주사율을 위한 높은 수준의 다재다능성과 구성을 제공한다. 위에 언급된 HDR 지원을 포함한 8K 해상도 60Hz 외에도, 디스플레이포트 Alt 모드를 통한 DP 2.0(UHBR20)은 다양한 고성능 구성을 가능하게 한다.
- 단일 디스플레이 해상도
  - 60 Hz에서 10 bpc(30 bit/px, HDR) RGB/Y′CBCR 4:4:4 색상을 사용하는 1개 16K(15360 × 8640) 디스플레이 (DSC 사용)
  - 60 Hz에서 8 bpc(24 bit/px, SDR) RGB/Y′CBCR 4:4:4 색상을 사용하는 1개 10K(10240 × 4320) 디스플레이 (비압축)
- 듀얼 디스플레이 해상도
  - 120 Hz에서 10 bpc(30 bit/px, HDR) RGB/Y′CBCR 4:4:4 색상을 사용하는 2개 8K(7680 × 4320) 디스플레이 (DSC 사용)
  - 144 Hz에서 8 bpc(24 bit/px, SDR) RGB/Y′CBCR 4:4:4 색상을 사용하는 2개 4K(3840 × 2160) 디스플레이 (비압축)
- 트리플 디스플레이 해상도
  - 60 Hz에서 10 bpc(30 bit/px, HDR) RGB/Y′CBCR 4:4:4 색상을 사용하는 3개 10K(10240 × 4320) 디스플레이 (DSC 사용)
  - 90 Hz에서 10 bpc(30 bit/px, HDR) RGB/Y′CBCR 4:4:4 색상을 사용하는 3개 4K(3840 × 2160) 디스플레이 (비압축)

디스플레이포트 Alt 모드를 통해 USB-C 커넥터에서 두 개의 레인만 사용하여 동시 SuperSpeed USB 데이터 및 비디오를 허용할 경우, DP 2.0은 다음과 같은 구성을 가능하게 한다:
- 144 Hz에서 10 bpc(30 bit/px, HDR) RGB/Y′CBCR 4:4:4 색상을 사용하는 3개 4K(3840 × 2160) 디스플레이 (DSC 사용)
- 120 Hz에서 10 bpc(30 bit/px, HDR) RGB/Y′CBCR 4:4:4 색상을 사용하는 2개 4K × 4K(4096 × 4096) 디스플레이 (AR/VR 헤드셋용) (DSC 사용)
- 120 Hz에서 8 bpc(24 bit/px, SDR) RGB/Y′CBCR 4:4:4 색상을 사용하는 3개 QHD(2560 × 1440) 디스플레이 (비압축)
- 30 Hz에서 10 bpc(30 bit/px, HDR) RGB/Y′CBCR 4:4:4 색상을 사용하는 1개 8K(7680 × 4320) 디스플레이 (비압축)

### 2.1
VESA는 2022년 10월 17일 디스플레이포트 표준 2.1 버전을 발표했다. 이 버전은 버전 2.0에서 도입된 UHBR10(40 Gbit/s) 및 UHBR20(80 Gbit/s) 속도에서 디스플레이포트 케이블의 적절한 작동을 테스트하는 새로운 DP40 및 DP80 케이블 인증을 통합한다. 또한, USB4와의 통합을 개선하기 위해 디스플레이포트 장치의 일부 전기적 요구 사항을 수정한다. VESA의 말에 따르면:

디스플레이포트 2.1은 디스플레이포트와 USB4를 모두 지원하는 공통 PHY를 용이하게 하기 위해 USB Type-C 사양 및 USB4 PHY 사양과의 정렬을 강화했다. 또한, 디스플레이포트 2.1은 다른 데이터 트래픽과 USB4 링크를 통해 디스플레이포트 터널링이 보다 효율적으로 공존할 수 있도록 새로운 디스플레이포트 대역폭 관리 기능을 추가했다.

### 2.1a
VESA는 2024년 1월 8일 디스플레이포트 표준 2.1a 버전을 발표했다. 이 버전은 DP40 케이블 인증을 새로운 DP54 인증으로 대체하며, 버전 2.0에 도입된 UHBR13.5(54 Gbit/s) 속도에서 디스플레이포트 케이블의 적절한 작동을 테스트한다.

### 2.1b
VESA는 2025년 1월 6일 디스플레이포트 표준 2.1b 버전을 발표했다. 2025년 봄에 출시될 예정이다.

## 사양

### 메인
|                                | 디스플레이포트 버전                                 | 디스플레이포트 버전                | 디스플레이포트 버전 | 디스플레이포트 버전                 | 디스플레이포트 버전                                  |
| 1.0–1.1a                       | 1.2–1.2a                                            | 1.3                                | 1.4–1.4a            | 2.0–2.1a                            |                                                      |
| ------------------------------ | --------------------------------------------------- | ---------------------------------- | ------------------- | ----------------------------------- | ---------------------------------------------------- |
| 출시일                         | 2006년 5월 (1.0) 2007년 3월 (1.1) 2008년 1월 (1.1a) | 2010년 1월 (1.2) 2012년 5월 (1.2a) | 2014년 9월          | 2016년 3월 (1.4) 2018년 4월 (1.4a)  | 2019년 6월 (2.0) 2022년 10월 (2.1) 2024년 1월 (2.1a) |
| 메인 링크                      |                                                     |                                    |                     |                                     |                                                      |
| 전송 모드:                     |                                                     |                                    |                     |                                     |                                                      |
| RBR (레인당 1.62 Gbit/s)       | 예(§1.6.1)                                          | 예                                 | 예                  | 예                                  | 예                                                   |
| HBR (레인당 2.70 Gbit/s)       | 예(§1.6.1)                                          | 예                                 | 예                  | 예                                  | 예                                                   |
| HBR2 (레인당 5.40 Gbit/s)      | 아니요                                              | 예(§2.1.1)                         | 예                  | 예                                  | 예                                                   |
| HBR3 (레인당 8.10 Gbit/s)      | 아니요                                              | 아니요                             | 예                  | 예                                  | 예                                                   |
| UHBR 10 (레인당 10.0 Gbit/s)   | 아니요                                              | 아니요                             | 아니요              | 아니요                              | 예                                                   |
| UHBR 13.5 (레인당 13.5 Gbit/s) | 아니요                                              | 아니요                             | 아니요              | 아니요                              | 예                                                   |
| UHBR 20 (레인당 20.0 Gbit/s)   | 아니요                                              | 아니요                             | 아니요              | 아니요                              | 예                                                   |
| 레인 수                        | (§1.7.1) 4                                          | 4                                  | 4                   | 4                                   | 4                                                    |
| 최대 총 대역폭                 | 10.80 Gbit/s                                        | 21.60 Gbit/s                       | 32.40 Gbit/s        | 32.40 Gbit/s                        | 80.00 Gbit/s                                         |
| 최대 총 데이터 전송률          | 8.64 Gbit/s                                         | 17.28 Gbit/s                       | 25.92 Gbit/s        | 25.92 Gbit/s                        | 77.37 Gbit/s                                         |
| 인코딩 방식                    | (§1.7.1) 8b/10b 인코딩                              | 8b/10b 인코딩                      | 8b/10b 인코딩       | 8b/10b 인코딩                       | 128b/132b                                            |
| 압축 (선택 사항)               | –                                                   | –                                  | –                   | DSC 1.2 (DP 1.4) DSC 1.2a (DP 1.4a) | DSC 1.2a                                             |
| 색상 형식 지원                 |                                                     |                                    |                     |                                     |                                                      |
| RGB                            | 예(§1.6.1)                                          | 예                                 | 예                  | 예                                  | 예                                                   |
| Y′CBCR 4:4:4                   | 예(§1.6.1)                                          | 예                                 | 예                  | 예                                  | 예                                                   |
| Y′CBCR 4:2:2                   | 예(§1.6.1)                                          | 예                                 | 예                  | 예                                  | 예                                                   |
| Y′CBCR 4:2:0                   | 아니요                                              | 아니요                             | 예                  | 예                                  | 예                                                   |
| Y-only (흑백)                  | 아니요                                              | 예(§2.2.4.3)                       | 예                  | 예                                  | 예                                                   |
| 색 심도 지원                   |                                                     |                                    |                     |                                     |                                                      |
| 06 bpc (18 bit/px)             | 예(§1.6.1)                                          | 예                                 | 예                  | 예                                  | 예                                                   |
| 08 bpc (24 bit/px)             | 예(§1.6.1)                                          | 예                                 | 예                  | 예                                  | 예                                                   |
| 10 bpc (30 bit/px)             | 예(§1.6.1)                                          | 예                                 | 예                  | 예                                  | 예                                                   |
| 12 bpc (36 bit/px)             | 예(§1.6.1)                                          | 예                                 | 예                  | 예                                  | 예                                                   |
| 16 bpc (48 bit/px)             | 예(§1.6.1)                                          | 예                                 | 예                  | 예                                  | 예                                                   |
| 색 공간 지원                   |                                                     |                                    |                     |                                     |                                                      |
| ITU-R BT.601                   | 예(§2.2.4)                                          | 예                                 | 예                  | 예                                  | 예                                                   |
| ITU-R BT.709                   | 예(§2.2.4)                                          | 예                                 | 예                  | 예                                  | 예                                                   |
| sRGB                           | 아니요                                              | 예(§2.2.4.3)                       | 예                  | 예                                  | 예                                                   |
| scRGB                          | 아니요                                              | 예(§2.2.4.3)                       | 예                  | 예                                  | 예                                                   |
| xvYCC                          | 아니요                                              | 예(§2.2.4.3)                       | 예                  | 예                                  | 예                                                   |
| 어도비 RGB (1998)              | 아니요                                              | 예(§2.2.4.3)                       | 예                  | 예                                  | 예                                                   |
| DCI-P3                         | 아니요                                              | 예(§2.2.4.3)                       | 예                  | 예                                  | 예                                                   |
| 단순화된 색 프로필             | 아니요                                              | 예(§2.2.4.3)                       | 예                  | 예                                  | 예                                                   |
| ITU-R BT.2020                  | 아니요                                              | 아니요                             | 예(p. 4)            | 예                                  | 예                                                   |
| 오디오 사양                    |                                                     |                                    |                     |                                     |                                                      |
| 최대 샘플링 속도               | (§1.2.5) 192 kHz                                    | (§2.2.5.3) 768 kHz                 | 768 kHz             | 1536 kHz                            | ?                                                    |
| 최대 샘플 크기                 | (§1.2.5) 24 bits                                    | 24 bits                            | 24 bits             | 24 bits                             | ?                                                    |
| 최대 오디오 채널 수            | (§1.2.5) 8                                          | 8                                  | 8                   | 32                                  | ?                                                    |
|                                | 1.0–1.1a                                            | 1.2–1.2a                           | 1.3                 | 1.4–1.4a                            | 2.0–2.1a                                             |
| 디스플레이포트 버전            |                                                     |                                    |                     |                                     |                                                      |

1. ↑  총 대역폭(초당 전송되는 이진 숫자 수)은 지원되는 최고 전송 모드의 레인당 대역폭에 레인 수를 곱한 것과 같다.
2. ↑  총 대역폭은 인터페이스를 통해 전송되는 물리적 비트 수를 나타내지만, 모든 비트가 비디오 데이터를 나타내는 것은 아니다. 전송되는 비트 중 일부는 인코딩 목적으로 사용되므로, 디스플레이포트 인터페이스를 통해 비디오 데이터를 전송할 수 있는 속도는 총 대역폭의 일부에 불과하다.
3. ↑  8b/10b 인코딩 방식은 8비트의 데이터를 전송하기 위해 10비트의 대역폭을 사용하므로, 데이터 처리량으로 사용 가능한 대역폭은 80%에 불과하다. 추가 2비트는 DC 밸런싱(1과 0의 수가 대략 같도록 보장)에 사용된다. 이들은 대역폭을 소비하지만, 어떤 데이터도 나타내지 않는다.
4. ↑  In DisplayPort 1.0–1.1a, RGB images are simply sent without any specific colorimetry information

#### 메인 링크
디스플레이포트 메인 링크는 비디오 및 오디오 전송에 사용된다. 메인 링크는 레인이라고 불리는 여러 개의 단방향 직렬 데이터 채널로 구성되며 동시에 작동한다. 표준 디스플레이포트 연결은 4개의 레인을 가지고 있지만, 선더볼트 3 인터페이스와 같이 최대 8개의 디스플레이포트 레인을 구현하는 일부 디스플레이포트 응용 프로그램은 더 많은 레인을 구현한다.(p. 4)
표준 디스플레이포트 연결에서 각 레인은 전용 실드 트위스트 페어 선 세트를 가지며, 차동 신호를 사용하여 데이터를 전송한다. 이는 자가 클록 신호 시스템이므로 전용 클록 신호 채널이 필요하지 않다.(§1.7.1) 특정 비디오 형식에 필요한 정확한 속도로 전송 속도를 조절하는 DVI 및 HDMI와 달리, 디스플레이포트는 몇 가지 특정 속도로만 작동하며, 전송의 초과 비트는 "스터핑 심볼"로 채워진다.(§2.2.1.4)
디스플레이포트 버전 1.0–1.4a에서는 전송 전에 ANSI 8b/10b 인코딩을 사용하여 데이터를 인코딩한다. 이 방식에서는 전송되는 10비트 중 8비트만 데이터를 나타내며, 추가 비트는 DC 밸런싱(1과 0의 수가 대략 같도록 보장)에 사용된다. 결과적으로 데이터를 전송할 수 있는 속도는 물리적 비트 전송률의 80%에 불과하다. 전송 속도는 때때로 "링크 심볼 속도"로도 표현되는데, 이는 8b/10b 인코딩된 심볼이 전송되는 속도(즉, 10비트 그룹이 전송되는 속도, 그 중 8비트는 데이터를 나타냄)이다. 버전 1.0–1.4a에는 다음과 같은 전송 모드가 정의되어 있다.
- RBR (Reduced Bit Rate): 레인당 1.62 Gbit/s 대역폭 (162 MHz 링크 심볼 속도)
- HBR (High Bit Rate): 레인당 2.70 Gbit/s 대역폭 (270 MHz 링크 심볼 속도)
- HBR2 (High Bit Rate 2): 레인당 5.40 Gbit/s 대역폭 (540 MHz 링크 심볼 속도), DP 1.2에서 도입
- HBR3 (High Bit Rate 3): 레인당 8.10 Gbit/s 대역폭 (810 MHz 링크 심볼 속도), DP 1.3에서 도입

디스플레이포트 2.0은 128b/132b 인코딩을 사용한다. 전송되는 132비트 그룹 각각은 128비트의 데이터를 나타낸다. 이 방식은 96.96%의 효율성을 가진다. 또한, 링크 레이어 제어 패킷 및 기타 다양한 작업에 대한 약간의 오버헤드가 추가되어 전체 효율성은 약 96.7%가 된다.(§3.5.2.18) DP 2.0에는 다음과 같은 전송 모드가 추가된다.
- UHBR 10 (Ultra High Bit Rate 10): 레인당 10.0 Gbit/s 대역폭
- UHBR 13.5 (Ultra High Bit Rate 13.5): 레인당 13.5 Gbit/s 대역폭
- UHBR 20 (Ultra High Bit Rate 20): 레인당 20.0 Gbit/s 대역폭

표준 4레인 연결에서 메인 링크의 총 대역폭은 모든 레인의 총합이다.
- RBR: 04 × 1.62 Gbit/s = 06.48 Gbit/s 대역폭 (8b/10b 인코딩 시 데이터 전송률 5.184 Gbit/s 또는 648 MB/s)
- HBR: 04 × 2.70 Gbit/s = 10.80 Gbit/s 대역폭 (데이터 전송률 8.64 Gbit/s 또는 1.08 GB/s)
- HBR2: 4 × 5.40 Gbit/s = 21.60 Gbit/s 대역폭 (데이터 전송률 17.28 Gbit/s 또는 2.16 GB/s)
- HBR3: 4 × 8.10 Gbit/s = 32.40 Gbit/s 대역폭 (데이터 전송률 25.92 Gbit/s 또는 3.24 GB/s)
- UHBR 10: 4 × 10.0 Gbit/s = 40.00 Gbit/s 대역폭 (128b/132b 인코딩 및 FEC 시 데이터 전송률 38.69 Gbit/s 또는 4.84 GB/s)
- UHBR 13.5: 4 × 13.5 Gbit/s = 54.00 Gbit/s 대역폭 (데이터 전송률 52.22 Gbit/s 또는 6.52 GB/s)
- UHBR 20: 4 × 20.0 Gbit/s = 80.00 Gbit/s 대역폭 (데이터 전송률 77.37 Gbit/s 또는 9.69 GB/s)

디스플레이포트 메인 링크에서 사용되는 전송 모드는 연결이 이루어질 때 소스와 싱크 장치(신호를 수신하는 장치)가 링크 트레이닝이라는 프로세스를 통해 협상한다. 이 프로세스는 연결의 최대 가능 속도를 결정한다. 예를 들어 디스플레이포트 케이블의 품질이 HBR2 속도를 안정적으로 처리하기에 불충분할 경우, 디스플레이포트 장치는 이를 감지하고 안정적인 연결을 유지하기 위해 더 낮은 모드로 전환한다.(§2.1.1) 동기화 손실이 감지되면 언제든지 링크를 재협상할 수 있다.(§1.7.3)
오디오 데이터는 비디오 블랭킹 간격(각 비디오 데이터의 선과 프레임 사이의 짧은 일시 정지) 동안 메인 링크를 통해 전송된다.(§2.2.5.3)

#### 보조 채널
디스플레이포트 AUX 채널은 EDID(I²C) 또는 CEC 명령과 같이 비디오 및 오디오 외의 다양한 추가 데이터에 사용되는 반이중 데이터 채널이다.(§2.4) 비디오 레인 신호가 소스에서 디스플레이로 단방향(심플렉스)이므로 이 양방향 데이터 채널이 필요하다. AUX 신호는 전용 실드 트위스트 페어 선을 통해 전송된다. 디스플레이포트 1.0은 2 MBd 신호 속도(1 Mbit/s 데이터 속도)로 맨체스터 인코딩을 지정했다.(§3.4) 디스플레이포트 표준 버전 1.2는 8b/10b 인코딩(576 Mbit/s 데이터 속도)으로 720 Mbit/s에서 작동하는 FAUX(Fast AUX)라는 두 번째 전송 모드를 도입했지만,(§3.4) 버전 1.3에서는 더 이상 사용되지 않는다.

## 케이블 및 커넥터

### 케이블

#### 호환성 및 기능 지원
모든 디스플레이포트 케이블은 각 장치의 버전 또는 케이블 인증 수준에 관계없이 모든 디스플레이포트 장치와 호환된다.
디스플레이포트의 모든 기능은 모든 디스플레이포트 케이블에서 작동한다. 디스플레이포트는 여러 케이블 디자인을 가지고 있지 않다. 모든 DP 케이블은 동일한 기본 레이아웃과 배선을 가지며, 오디오, 데이지 체인, G-Sync/FreeSync, HDR, DSC를 포함한 모든 기능을 지원한다.
디스플레이포트 케이블은 전송 속도 지원에 따라 다르다. 디스플레이포트는 점진적으로 더 높은 대역폭을 지원하는 7가지 전송 모드(RBR, HBR, HBR2, HBR3, UHBR 10, UHBR 13.5, UHBR 20)를 지정한다. 모든 디스플레이포트 케이블이 7가지 전송 모드를 모두 지원하는 것은 아니다. VESA는 다양한 대역폭 수준에 대한 인증을 제공한다. 이러한 인증은 선택 사항이며, 모든 디스플레이포트 케이블이 VESA의 인증을 받은 것은 아니다.
전송 속도가 제한된 케이블도 모든 디스플레이포트 장치와 호환되지만, 최대 해상도 또는 주사율에 제한을 둘 수 있다.
디스플레이포트 케이블은 "버전"으로 분류되지 않는다. 케이블에 버전 번호가 흔히 붙어 있으며, 예를 들어 HBR2 케이블은 "디스플레이포트 1.2 케이블"로 광고되지만, 이 표기법은 VESA에서 허용하지 않는다. 케이블에 버전 번호를 사용하는 것은 디스플레이포트 1.4 디스플레이에 "디스플레이포트 1.4 케이블"이 필요하거나, HDR 또는 DSC와 같이 버전 1.4에서 도입된 기능이 이전 "DP 1.2 케이블"에서는 작동하지 않을 것이라는 잘못된 인상을 줄 수 있다. 디스플레이포트 케이블은 대역폭 인증 수준(RBR, HBR, HBR2, HBR3 등)으로만 분류되며, 인증을 받은 경우에만 해당한다.

#### 케이블 대역폭 및 인증
모든 디스플레이포트 케이블이 최고 대역폭 수준에서 작동할 수 있는 것은 아니다. 케이블은 다양한 대역폭 수준에서 선택적 인증을 위해 VESA에 제출될 수 있다. VESA는 표준, DP8K, DP40, DP54, DP80의 5가지 케이블 인증 수준을 제공한다.(§4.1) 이는 다음 속도에서 디스플레이포트 케이블의 적절한 작동을 인증한다.
| 전송 모드                           | 전송 비트 전송률 | 최소 필수 케이블 인증                |
| ----------------------------------- | ---------------- | ------------------------------------ |
| RBR (Reduced Bit Rate)              | 6.48 Gbit/s      | 표준 VESA 인증 디스플레이포트 케이블 |
| HBR (High Bit Rate)                 | 10.80 Gbit/s     | 표준 VESA 인증 디스플레이포트 케이블 |
| HBR2 (High Bit Rate 2)              | 21.60 Gbit/s     | 표준 VESA 인증 디스플레이포트 케이블 |
| HBR3 (High Bit Rate 3)              | 32.40 Gbit/s     | DP8K 디스플레이포트 케이블           |
| UHBR10 (Ultra High Bit Rate 10)     | 40.00 Gbit/s     | DP40 케이블                          |
| UHBR13.5 (Ultra High Bit Rate 13.5) | 54.00 Gbit/s     | DP54 케이블                          |
| UHBR20 (Ultra High Bit Rate 20)     | 80.00 Gbit/s     | DP80 케이블                          |

2013년 4월, VESA는 디스플레이포트 케이블 인증에 HBR 및 HBR2 대역폭에 대한 별도의 등급이 없으며, 디스플레이포트 1.1에 따라 인증된 케이블을 포함한 모든 인증된 표준 디스플레이포트 케이블은 디스플레이포트 1.2 표준에 도입된 HBR2의 21.6 Gbit/s 대역폭을 처리할 수 있다고 명시하는 기사를 발표했다. 디스플레이포트 1.2 표준은 HBR 및 HBR2 속도 모두에 사용되는 고비트레이트 케이블 어셈블리에 대한 단일 사양만을 정의하지만, DP 케이블 인증 프로세스는 디스플레이포트 표준 자체가 아니라 디스플레이포트 PHY 컴플라이언스 테스트 표준(CTS)에 의해 관리된다.(§5.7.1, §4.1)
DP8K 인증은 2018년 1월 VESA에 의해 발표되었으며, HBR3 속도(레인당 8.1 Gbit/s, 총 32.4 Gbit/s)에서 케이블의 적절한 작동을 인증한다.
2019년 6월, 디스플레이포트 표준 2.0 버전 출시와 함께 VESA는 DP8K 인증이 새로운 UHBR10 전송 모드에도 충분하다고 발표했다. UHBR13.5 및 UHBR20 모드에 대한 새로운 인증은 발표되지 않았다. VESA는 독립형 케이블을 시장에 출시하는 대신 디스플레이가 이러한 속도에 대해 연결된 케이블을 사용하도록 권장하고 있다.
또한 디스플레이포트 1.4에 도입된 디스플레이 스트림 압축(DSC)을 사용하면 케이블의 대역폭 요구 사항이 크게 줄어든다는 점에 유의해야 한다. 4K (3840 × 2160) 144 Hz 8 bpc RGB/Y′CBCR 4:4:4 (압축되지 않은 경우 데이터 전송률 31.4 Gbit/s)와 같이 일반적으로 디스플레이포트 1.4의 한계를 넘는 형식은 DSC를 사용해야만 구현할 수 있다. 이는 물리적 대역폭 요구 사항을 2–3배 줄여 HBR2 등급 케이블의 기능을 충분히 활용할 수 있도록 한다.
이는 디스플레이포트 케이블이 "버전"으로 분류되지 않는 이유를 보여준다. DSC는 버전 1.4에서 도입되었지만, 이는 소위 "DP 1.4 케이블"(HBR3 등급 케이블)이 작동하는 데 필요하다는 의미는 아니다. HBR3 케이블은 HBR2 수준의 대역폭을 초과하는 애플리케이션에만 필요하며, 단순히 디스플레이포트 1.4와 관련된 모든 애플리케이션에 필요한 것은 아니다. DSC를 사용하여 대역폭 요구 사항을 HBR2 수준으로 줄이면 HBR2 등급 케이블로 충분하다.
버전 2.1에서 VESA는 UHBR10 및 UHBR20 속도에 대한 케이블을 검증하는 DP40 및 DP80 케이블 인증 등급을 도입했다. 디스플레이포트 2.1a는 UHBR13.5 속도에 대한 DP54 케이블 인증을 도입했다.

#### 케이블 길이
디스플레이포트 표준은 케이블의 최대 길이를 지정하지 않지만, 디스플레이포트 1.2 표준은 2미터 이하의 모든 케이블은 HBR2 속도(21.6 Gbit/s)를 지원해야 하며, 모든 길이의 케이블은 RBR 속도(6.48 Gbit/s)를 지원해야 한다는 최소 요구 사항을 설정한다.(§5.7.1, §4.1) 2미터보다 긴 케이블은 HBR/HBR2 속도를 지원할 수도 있고 안 할 수도 있으며, 모든 길이의 케이블은 HBR3 속도 이상을 지원할 수도 있고 안 할 수도 있다.

### 커넥터 및 핀 구성

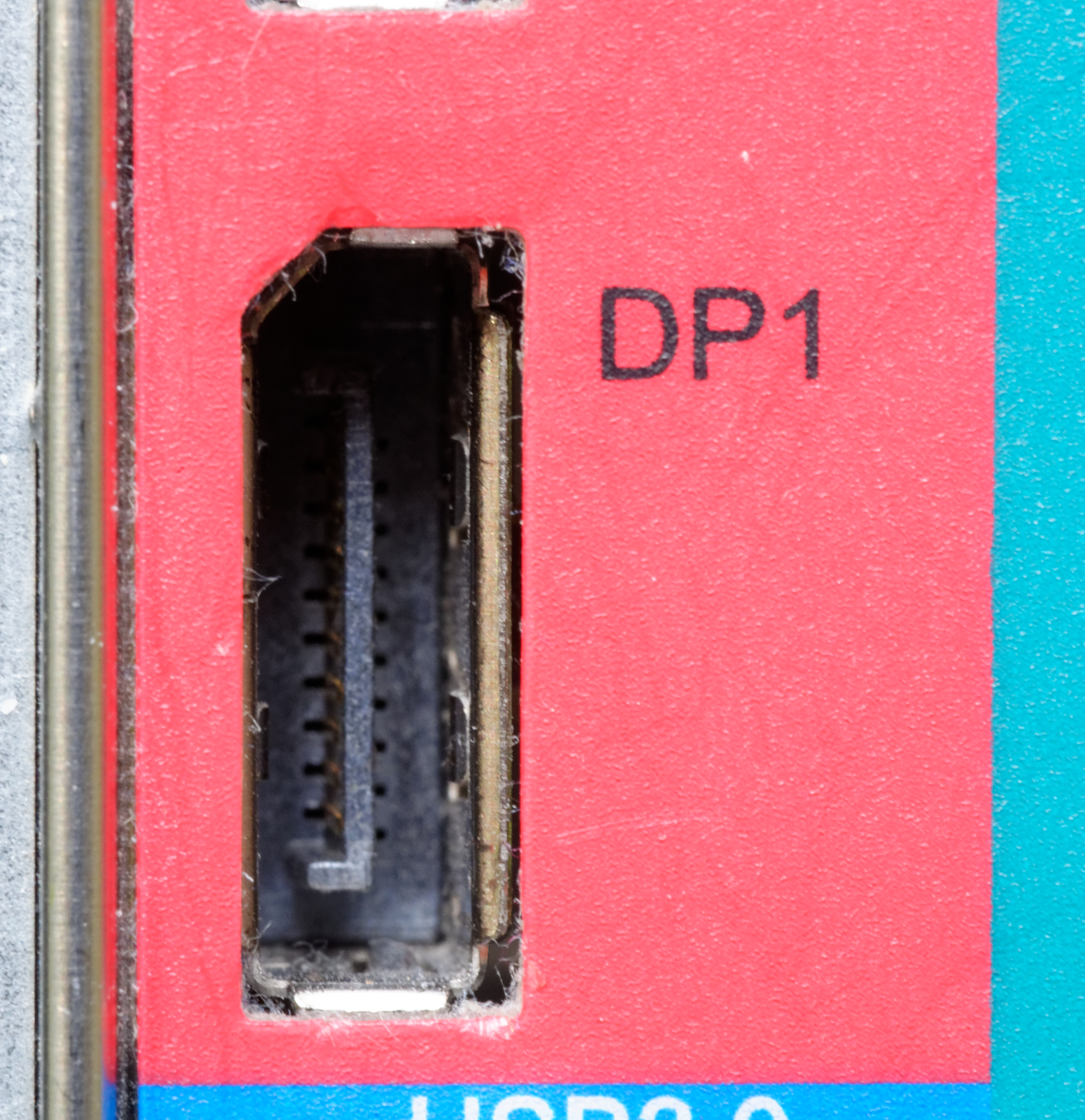
컴퓨터의 디스플레이포트 출력

디스플레이포트 케이블과 포트는 "풀사이즈" 커넥터 또는 "미니" 커넥터를 가질 수 있다. 이 커넥터는 물리적 형태만 다르며, 어떤 커넥터를 사용하든 디스플레이포트의 기능은 동일하다. 미니 디스플레이포트 커넥터를 사용해도 연결의 성능이나 기능 지원에는 영향을 미치지 않는다.

#### 풀사이즈 디스플레이포트 커넥터
표준 디스플레이포트 커넥터(현재 미니 커넥터와 구별하기 위해 "풀사이즈" 커넥터라고 불림)(§4.1.1)는 디스플레이포트 1.0에서 도입된 유일한 커넥터 유형이었다. 마찰 잠금 장치와 선택적 기계식 래치가 있는 20핀 단일 방향 커넥터이다. 표준 디스플레이포트 수신기는 16.10 mm(너비) × 4.76 mm(높이) × 8.88 mm(깊이)의 치수를 갖는다.(§4.2.1.7, p201)
표준 디스플레이포트 커넥터 핀 할당은 다음과 같다.(§4.2.1)
- 메인 링크용 12핀 – 메인 링크는 4개의 실드 트위스트 페어로 구성된다. 각 쌍은 3개의 핀을 필요로 한다. 두 개의 와이어 각각에 하나씩, 그리고 실드용으로 세 번째 핀.[9](§4.1.2, p183) (핀 1–12)
- 2개의 추가 접지 핀 – (핀 13, 14)
- 보조 채널용 3핀 – 보조 채널은 또 다른 3핀 실드 트위스트 페어를 사용한다 (핀 15–17)
- HPD용 1핀 – 핫플러그 감지 (핀 18)
- 전원용 2핀 – 3.3 V 전원 및 리턴 라인 (핀 19, 20)

#### 미니 디스플레이포트 커넥터

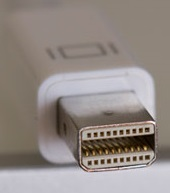
미니 디스플레이포트 플러그

미니 디스플레이포트 커넥터는 애플이 자사의 컴퓨터 제품에 사용하기 위해 개발했다. 2008년 10월에 새로운 맥북과 시네마 디스플레이에 사용하기 위해 처음 발표되었다. 2009년, VESA는 이를 공식 표준으로 채택했으며, 2010년에는 디스플레이포트 1.2 출시와 함께 사양이 메인 디스플레이포트 표준에 병합되었다. 애플은 VESA에 사양을 자유롭게 라이선스한다.
미니 디스플레이포트(mDP) 커넥터는 마찰 잠금 장치가 있는 20핀 단일 방향 커넥터이다. 풀사이즈 커넥터와 달리 기계식 래치 옵션은 없다. mDP 수신기는 7.50 mm(너비) × 4.60 mm(높이) × 4.99 mm(깊이)의 치수를 갖는다.(§2.1.3.6, pp27–31) mDP 핀 할당은 풀사이즈 디스플레이포트 커넥터와 동일하다.(§2.1.3)

#### DP_PWR (핀 20)
디스플레이포트 커넥터의 20번 핀인 DP_PWR은 최대 500 mA(최소 1.5 W 전력 공급)에서 3.3 V(±10%) DC 전원을 제공한다.(§3.2) 이 전원은 소스 및 디스플레이 장치 모두의 모든 디스플레이포트 수신기에서 사용할 수 있다. DP_PWR은 어댑터, 증폭 케이블 및 유사 장치에 전원을 공급하여 별도의 전원 케이블이 필요하지 않도록 한다.
표준 디스플레이포트 케이블 연결은 DP_PWR 핀을 사용하지 않는다. 두 장치의 DP_PWR 핀을 케이블을 통해 직접 연결하면 잠재적으로 장치를 손상시킬 수 있는 합선이 발생할 수 있는데, 이는 두 장치의 DP_PWR 핀이 정확히 동일한 전압을 가질 가능성이 낮기 때문이다(특히 ±10% 허용 오차의 경우). 이러한 이유로 디스플레이포트 1.1 및 이후 표준에서는 수동 디스플레이포트 대 디스플레이포트 케이블이 20번 핀을 연결하지 않아야 한다고 지정한다.(§3.2.2)
하지만 2013년에 VESA는 오작동하는 디스플레이포트 장치에 대한 보고를 조사한 결과, 수많은 비인증 업체들이 DP_PWR 핀이 연결된 디스플레이포트 케이블을 제조하고 있음을 발견했다고 발표했다.
최근 VESA는 부적절하게 만들어진 디스플레이포트 케이블로 인해 발생하는 디스플레이포트 작동 문제에 대한 상당수의 불만을 접수했습니다. 이러한 "불량" 디스플레이포트 케이블은 일반적으로 디스플레이포트 인증을 받지 않은 케이블 또는 비브랜드 케이블에 국한됩니다. 디스플레이포트 케이블 시장의 이러한 추세를 추가로 조사하기 위해 VESA는 여러 비인증, 비브랜드 케이블을 구매했으며, 이 중 놀랍도록 많은 수가 부적절하게 구성되어 모든 시스템 구성을 지원하지 않을 가능성이 높다는 것을 발견했습니다. 이러한 케이블 중 어떤 것도 디스플레이포트 인증 테스트를 통과하지 못했을 뿐만 아니라, 일부 케이블은 잠재적으로 PC, 노트북 또는 모니터에 손상을 입힐 수 있었습니다.

DP_PWR 와이어를 표준 디스플레이포트 케이블에서 생략해야 한다는 규정은 디스플레이포트 1.0 표준에는 없었다. 그러나 디스플레이포트 제품(및 케이블)은 버전 1.0이 버전 1.1로 대체된 지 한참 후인 2008년이 되어서야 시장에 출시되기 시작했다. 디스플레이포트 1.0 표준은 상업용 제품에 구현된 적이 없다.

## 해상도 및 주사율 제한
아래 표는 각 전송 모드에서 달성할 수 있는 주사율을 설명한다. 일반적으로 최대 주사율은 전송 모드(RBR, HBR, HBR2, HBR3, UHBR10, UHBR13.5 또는 UHBR20)에 따라 결정된다. 이러한 전송 모드는 다음과 같이 디스플레이포트 표준에 도입되었다.
- RBR 및 HBR은 디스플레이포트 표준의 초기 버전인 1.0에서 정의되었다.
- HBR2는 버전 1.2에서 도입되었다.
- HBR3은 버전 1.3에서 도입되었다.
- UHBR10, UHBR13.5, UHBR20은 버전 2.0에서 도입되었다.

하지만 전송 모드 지원은 반드시 장치의 "디스플레이포트 버전 번호"에 의해 결정되는 것은 아니다. 예를 들어, 디스플레이포트 마케팅 가이드라인의 이전 버전에서는 MST 기능을 지원하는 경우에도 HBR2 전송 모드를 지원하지 않아도 장치를 "디스플레이포트 1.2"로 표시할 수 있었다.(p. 9) 가이드라인의 최신 버전은 이 조항을 삭제했으며, 현재(2018년 6월 개정 기준) 제품에 디스플레이포트 버전 번호를 사용하는 것에 대한 지침은 없다. 따라서 디스플레이포트 "버전 번호"는 장치가 지원할 수 있는 전송 속도를 나타내는 신뢰할 수 있는 지표가 아니다.
또한 개별 장치에는 전송 속도 외에 자체적인 임의의 제한이 있을 수 있다. 예를 들어, 엔비디아 케플러 GK104 GPU(예: GeForce GTX 680 및 770)는 HBR2 전송 모드를 지원하는 "디스플레이포트 1.2"를 지원하지만, HBR2로 가능한 최대 값의 3/4에 불과한 540 Mpx/s로 제한된다. 따라서 특정 장치에는 다음 표에 나열된 것과 다른 제한이 있을 수 있다.
특정 형식을 지원하려면 소스 및 디스플레이 장치 모두 필요한 전송 모드를 지원해야 하며, 디스플레이포트 케이블도 해당 전송 모드에 필요한 대역폭을 처리할 수 있어야 한다. (참조: 케이블 및 커넥터)

### 일반 해상도에 대한 주사율 제한
RBR 및 HBR 모드의 최대 제한은 표준 데이터 전송률 계산을 사용하여 계산된다. UHBR 모드의 경우, 제한은 디스플레이포트 표준에서 제공하는 데이터 효율성 계산을 기반으로 한다.(§3.5.2.18) 모든 계산은 CVT-RB v2 타이밍을 사용하는 비압축 RGB 비디오를 가정한다. 압축(즉, DSC) 또는 Y′CBCR 4:2:2 또는 4:2:0 크로마 서브샘플링이 사용되는 경우 최대 제한은 다를 수 있다.
디스플레이 제조업체는 대역폭이 제약될 때 훨씬 더 높은 주파수를 달성하기 위해 CVT-RB v2 대신 비표준 블랭킹 간격을 사용할 수도 있다. 아래 표의 주사율은 각 인터페이스의 절대 최대 한계를 나타내는 것이 아니라, 최신 표준 타이밍 공식을 기반으로 한 추정치이다. 최소 블랭킹 간격(따라서 달성할 수 있는 정확한 최대 주파수)은 디스플레이 및 필요한 보조 데이터 패킷 수에 따라 달라지므로 모델마다 다를 것이다.
| 비디오 형식 | 비디오 형식 | 비디오 형식         | 전송 모드 및 최대 데이터 전송률                | 전송 모드 및 최대 데이터 전송률                | 전송 모드 및 최대 데이터 전송률                | 전송 모드 및 최대 데이터 전송률                | 전송 모드 및 최대 데이터 전송률                | 전송 모드 및 최대 데이터 전송률                | 전송 모드 및 최대 데이터 전송률                |
| 약어        | 해상도      | 채널 색 심도 (비트) | RBR                                            | HBR                                            | HBR2                                           | HBR3                                           | UHBR10                                         | UHBR13.5                                       | UHBR20                                         |
| 약어        | 해상도      | 채널 색 심도 (비트) | 5.184 Gbit/s                                   | 8.64 Gbit/s                                    | 17.28 Gbit/s                                   | 25.92 Gbit/s                                   | 38.68 Gbit/s                                   | 52.22 Gbit/s                                   | 77.37 Gbit/s                                   |
| 약어        | 해상도      | 채널 색 심도 (비트) | CVT-RB v2 타이밍, 비압축 (Hz) 기준 최대 주사율 | CVT-RB v2 타이밍, 비압축 (Hz) 기준 최대 주사율 | CVT-RB v2 타이밍, 비압축 (Hz) 기준 최대 주사율 | CVT-RB v2 타이밍, 비압축 (Hz) 기준 최대 주사율 | CVT-RB v2 타이밍, 비압축 (Hz) 기준 최대 주사율 | CVT-RB v2 타이밍, 비압축 (Hz) 기준 최대 주사율 | CVT-RB v2 타이밍, 비압축 (Hz) 기준 최대 주사율 |
| ----------- | ----------- | ------------------- | ---------------------------------------------- | ---------------------------------------------- | ---------------------------------------------- | ---------------------------------------------- | ---------------------------------------------- | ---------------------------------------------- | ---------------------------------------------- |
| 1080p       | 1920 × 1080 | 8                   | 95                                             | 154                                            | 288                                            | 406                                            | 555                                            | 688                                            | 884                                            |
| 1080p       | 1920 × 1080 | 10                  | 77                                             | 125                                            | 237                                            | 337                                            | 468                                            | 587                                            | 770                                            |
| 1440p       | 2560 × 1440 | 8                   | 55                                             | 90                                             | 174                                            | 251                                            | 354                                            | 452                                            | 609                                            |
| 1440p       | 2560 × 1440 | 10                  | 44                                             | 73                                             | 141                                            | 205                                            | 293                                            | 378                                            | 516                                            |
| UWQHD       | 3440 × 1440 | 8                   | 41                                             | 68                                             | 133                                            | 193                                            | 277                                            | 358                                            | 491                                            |
| UWQHD       | 3440 × 1440 | 10                  | 33                                             | 55                                             | 107                                            | 157                                            | 227                                            | 296                                            | 412                                            |
| 4K          | 3840 × 2160 | 8                   |                                                | 41                                             | 81                                             | 120                                            | 174                                            | 229                                            | 323                                            |
| 4K          | 3840 × 2160 | 10                  |                                                | 33                                             | 65                                             | 97                                             | 142                                            | 187                                            | 267                                            |
| 5K          | 5120 × 2880 | 8                   |                                                |                                                | 47                                             | 69                                             | 102                                            | 136                                            | 195                                            |
| 5K          | 5120 × 2880 | 10                  |                                                |                                                | 37                                             | 56                                             | 82                                             | 110                                            | 159                                            |
| 8K          | 7680 × 4320 | 8                   |                                                |                                                |                                                | 31                                             | 47                                             | 63                                             | 92                                             |
| 8K          | 7680 × 4320 | 10                  |                                                |                                                |                                                |                                                | 37                                             | 50                                             | 74                                             |

### 표준 비디오에 대한 주사율 제한
이 표의 모든 형식에 대해 8 bpc(24 bit/px 또는 1,670만 색상)의 색 심도가 가정된다. 이는 대부분의 컴퓨터 디스플레이에서 사용되는 표준 색 심도이다. 일부 운영 체제에서는 이를 "32비트" 색 심도라고도 하는데, 이는 24비트 색 심도와 동일하다. 8개의 추가 비트는 알파 채널 정보용으로, 이는 소프트웨어에만 존재한다. 전송 단계에서는 이 정보가 이미 기본 색상 채널에 통합되어 있으므로, 케이블을 통해 전송되는 실제 비디오 데이터는 픽셀당 24비트만 포함한다.
| 비디오 형식 | 비디오 형식 | 비디오 형식 | 비디오 형식          | 전송 모드 / 최대 데이터 전송률 | 전송 모드 / 최대 데이터 전송률 | 전송 모드 / 최대 데이터 전송률 | 전송 모드 / 최대 데이터 전송률 | 전송 모드 / 최대 데이터 전송률 | 전송 모드 / 최대 데이터 전송률 | 전송 모드 / 최대 데이터 전송률 |
| 약어        | 해상도      | 주사율 (Hz) | 필요한 데이터 전송률 | RBR                            | HBR                            | HBR2                           | HBR3                           | UHBR10                         | UHBR13.5                       | UHBR20                         |
| 약어        | 해상도      | 주사율 (Hz) | 필요한 데이터 전송률 | 5.184 Gbit/s                   | 8.64 Gbit/s                    | 17.28 Gbit/s                   | 25.92 Gbit/s                   | 38.69 Gbit/s                   | 52.22 Gbit/s                   | 77.37 Gbit/s                   |
| ----------- | ----------- | ----------- | -------------------- | ------------------------------ | ------------------------------ | ------------------------------ | ------------------------------ | ------------------------------ | ------------------------------ | ------------------------------ |
| 1080p       | 1920 × 1080 | 60          | 3.20 Gbit/s          | 예                             | 예                             | 예                             | 예                             | 예                             | 예                             | 예                             |
| 1080p       | 1920 × 1080 | 85          | 4.59 Gbit/s          | 예                             | 예                             | 예                             | 예                             | 예                             | 예                             | 예                             |
| 1080p       | 1920 × 1080 | 120         | 6.59 Gbit/s          | DSC                            | 예                             | 예                             | 예                             | 예                             | 예                             | 예                             |
| 1080p       | 1920 × 1080 | 144         | 8.00 Gbit/s          | DSC                            | 예                             | 예                             | 예                             | 예                             | 예                             | 예                             |
| 1080p       | 1920 × 1080 | 240         | 14.00 Gbit/s         | DSC                            | DSC                            | 예                             | 예                             | 예                             | 예                             | 예                             |
| 1440p       | 2560 × 1440 | 30          | 2.78 Gbit/s          | 예                             | 예                             | 예                             | 예                             | 예                             | 예                             | 예                             |
| 1440p       | 2560 × 1440 | 60          | 5.63 Gbit/s          | DSC                            | 예                             | 예                             | 예                             | 예                             | 예                             | 예                             |
| 1440p       | 2560 × 1440 | 85          | 8.07 Gbit/s          | DSC                            | 예                             | 예                             | 예                             | 예                             | 예                             | 예                             |
| 1440p       | 2560 × 1440 | 120         | 11.59 Gbit/s         | DSC                            | DSC                            | 예                             | 예                             | 예                             | 예                             | 예                             |
| 1440p       | 2560 × 1440 | 144         | 14.08 Gbit/s         | DSC                            | DSC                            | 예                             | 예                             | 예                             | 예                             | 예                             |
| 1440p       | 2560 × 1440 | 165         | 16.30 Gbit/s         | 4:2:2 + DSC                    | DSC                            | 예                             | 예                             | 예                             | 예                             | 예                             |
| 1440p       | 2560 × 1440 | 240         | 24.62 Gbit/s         | 아니요                         | DSC                            | DSC                            | 예                             | 예                             | 예                             | 예                             |
| 4K          | 3840 × 2160 | 24          | 4.93 Gbit/s          | 예                             | 예                             | 예                             | 예                             | 예                             | 예                             | 예                             |
| 4K          | 3840 × 2160 | 30          | 6.18 Gbit/s          | DSC                            | 예                             | 예                             | 예                             | 예                             | 예                             | 예                             |
| 4K          | 3840 × 2160 | 60          | 12.54 Gbit/s         | DSC                            | DSC                            | 예                             | 예                             | 예                             | 예                             | 예                             |
| 4K          | 3840 × 2160 | 75          | 15.79 Gbit/s         | DSC                            | DSC                            | 예                             | 예                             | 예                             | 예                             | 예                             |
| 4K          | 3840 × 2160 | 120         | 25.82 Gbit/s         | 아니요                         | DSC                            | DSC                            | 예                             | 예                             | 예                             | 예                             |
| 4K          | 3840 × 2160 | 144         | 31.35 Gbit/s         | 아니요                         | 4:2:0 + DSC                    | DSC                            | DSC                            | 예                             | 예                             | 예                             |
| 4K          | 3840 × 2160 | 240         | 54.84 Gbit/s         | 아니요                         | 아니요                         | 4:2:2 + DSC                    | DSC                            | DSC                            | Yes                            | 예                             |
| 5K          | 5120 × 2880 | 24          | 8.73 Gbit/s          | DSC                            | Yes                            | 예                             | 예                             | 예                             | 예                             | 예                             |
| 5K          | 5120 × 2880 | 30          | 10.94 Gbit/s         | DSC                            | DSC                            | 예                             | 예                             | 예                             | 예                             | 예                             |
| 5K          | 5120 × 2880 | 60          | 22.18 Gbit/s         | 아니요                         | DSC                            | DSC                            | 예                             | 예                             | 예                             | 예                             |
| 5K          | 5120 × 2880 | 120         | 45.66 Gbit/s         | 아니요                         | 아니요                         | DSC                            | DSC                            | DSC                            | 예                             | 예                             |
| 5K          | 5120 × 2880 | 144         | 55.44 Gbit/s         | 아니요                         | 아니요                         | 4:2:2 + DSC                    | DSC                            | DSC                            | DSC                            | 예                             |
| 5K          | 5120 × 2880 | 180         | 70.54 Gbit/s         | 아니요                         | 아니요                         | 아니요                         | DSC                            | DSC                            | DSC                            | 예                             |
| 5K          | 5120 × 2880 | 240         | 96.98 Gbit/s         | 아니요                         | 아니요                         | 아니요                         | 4:2:0 + DSC                    | DSC                            | DSC                            | DSC                            |
| 8K          | 7680 × 4320 | 24          | 19.53 Gbit/s         | 4:2:0 + DSC                    | DSC                            | DSC                            | 예                             | 예                             | 예                             | 예                             |
| 8K          | 7680 × 4320 | 30          | 24.48 Gbit/s         | 아니요                         | DSC                            | DSC                            | 예                             | 예                             | 예                             | 예                             |
| 8K          | 7680 × 4320 | 60          | 49.65 Gbit/s         | 아니요                         | 아니요                         | DSC                            | DSC                            | DSC                            | 예                             | 예                             |
| 8K          | 7680 × 4320 | 85          | 71.17 Gbit/s         | 아니요                         | 아니요                         | 아니요                         | DSC                            | DSC                            | DSC                            | 예                             |
| 8K          | 7680 × 4320 | 120         | 102.20 Gbit/s        | 아니요                         | 아니요                         | 아니요                         | 아니요                         | DSC                            | DSC                            | DSC                            |
| 8K          | 7680 × 4320 | 144         | 124.09 Gbit/s        | 아니요                         | 아니요                         | 아니요                         | 아니요                         | 4:2:2 + DSC                    | DSC                            | DSC                            |
| 8K          | 7680 × 4320 | 240         | 217.10 Gbit/s        | 아니요                         | 아니요                         | 아니요                         | 아니요                         | 아니요                         | 아니요                         | DSC                            |
|             |             |             |                      | RBR                            | HBR                            | HBR2                           | HBR3                           | UHBR10                         | UHBR13.5                       | UHBR20                         |
| 전송 모드   |             |             |                      |                                |                                |                                |                                |                                |                                |                                |

1. ↑  디스플레이포트 대역폭의 일부만 비디오 데이터를 전송하는 데 사용된다. RBR, HBR, HBR2, HBR3 전송 모드는 8b/10b 인코딩을 사용한다. 즉, 링크를 통해 전송되는 비트의 80%가 데이터를 나타내고 나머지 20%는 인코딩 목적으로 사용된다. 따라서 이 모드의 최대 비트 전송률(6.48, 10.8, 21.6, 32.4 Gbit/s)은 각각 5.184, 8.64, 17.28, 25.92 Gbit/s의 속도로 비디오 데이터를 전송한다. 디스플레이포트 UHBR 모드는 128b/132b 인코딩과 약간의 추가 오버헤드를 사용하므로 UHBR10, 13.5, 20의 최대 비트 전송률(40, 54, 80 Gbit/s)은 38.69, 52.22, 77.37 Gbit/s의 속도로 데이터를 전송한다.
2. ↑  이러한 데이터 전송률은 RGB 또는 YCBCR 4:4:4 색 형식과 CVT-RB v2 타이밍을 사용하는 비압축 8 bpc (24 bit/px) 색 심도에 대한 것이다. 초당 비트 단위의 RGB 비디오에 대한 비압축 데이터 전송률은 픽셀당 비트 × 프레임당 픽셀 × 초당 프레임으로 계산된다. 프레임당 픽셀은 CVT-RB v2에 의해 정의된 블랭킹 간격을 포함한다.
3. ↑  이 형식은 DSC(디스플레이 스트림 압축)가 사용되는 경우에만 전체 RGB 색상으로 달성할 수 있다.
4. ↑  4:2:2 서브샘플링과 DSC를 함께 Y′CBCR를 사용하여 가능하며, 이는 더 낮은 DSC 비트 전송률인 7비트/px를 허용한다
5. ↑  4:2:0 서브샘플링과 DSC를 함께 Y′CBCR를 사용하여 가능하며, 이는 더 낮은 DSC 비트 전송률인 6비트/px를 허용한다
6. 1 2  이 형식은 CVT-RB v2 타이밍에서 이 전송 모드의 최대 데이터 전송률을 약간 초과하지만, 비표준 타이밍으로 달성할 수 있을 만큼 충분히 가깝다

### HDR 비디오에 대한 주사율 제한
이 표의 모든 형식에 대해 10 bpc(30 bit/px 또는 10억 7천만 색상)의 색 심도가 가정된다. 이 색 심도는 HDR10과 같은 다양한 일반적인 HDR 표준에 대한 요구 사항이다. 이는 표준 8 bpc 비디오보다 25% 더 많은 대역폭을 필요로 한다.
HDR 확장은 디스플레이포트 1.4에서 도입되었다. 이는 EDID에서 정적 HDR 메타데이터 전송을 위한 CTA 861.3 표준을 구현한다. 일부 디스플레이는 이러한 HDR 확장을 지원하지만, HBR3의 추가 대역폭이 불필요한 경우(예: 4K 60 Hz HDR 디스플레이) HBR2 전송 모드만 구현할 수 있다. "디스플레이포트 1.4" 장치를 구성하는 것에 대한 정의가 없으므로, 일부 제조업체는 DP 1.4 HDR 확장을 지원함에도 불구하고 이를 "DP 1.2" 장치로 표시할 수 있다. 결과적으로 디스플레이포트 "버전 번호"는 HDR 지원을 나타내는 지표로 사용되어서는 안 된다.
| 비디오 형식 | 비디오 형식 | 비디오 형식 | 비디오 형식          | 전송 모드 및 최대 데이터 전송률 | 전송 모드 및 최대 데이터 전송률 | 전송 모드 및 최대 데이터 전송률 | 전송 모드 및 최대 데이터 전송률 | 전송 모드 및 최대 데이터 전송률 | 전송 모드 및 최대 데이터 전송률 | 전송 모드 및 최대 데이터 전송률 |
| 약어        | 해상도      | 주사율 (Hz) | 필요한 데이터 전송률 | RBR                             | HBR                             | HBR2                            | HBR3                            | UHBR10                          | UHBR13.5                        | UHBR20                          |
| 약어        | 해상도      | 주사율 (Hz) | 필요한 데이터 전송률 | 5.184 Gbit/s                    | 8.64 Gbit/s                     | 17.28 Gbit/s                    | 25.92 Gbit/s                    | 38.69 Gbit/s                    | 52.22 Gbit/s                    | 77.37 Gbit/s                    |
| ----------- | ----------- | ----------- | -------------------- | ------------------------------- | ------------------------------- | ------------------------------- | ------------------------------- | ------------------------------- | ------------------------------- | ------------------------------- |
| 1080p       | 1920 × 1080 | 60          | 4.00 Gbit/s          | 예                              | 예                              | 예                              | 예                              | 예                              | 예                              | 예                              |
| 1080p       | 1920 × 1080 | 100         | 6.80 Gbit/s          | DSC                             | 예                              | 예                              | 예                              | 예                              | 예                              | 예                              |
| 1080p       | 1920 × 1080 | 120         | 8.24 Gbit/s          | DSC                             | 예                              | 예                              | 예                              | 예                              | 예                              | 예                              |
| 1080p       | 1920 × 1080 | 144         | 10.00 Gbit/s         | DSC                             | DSC                             | 예                              | 예                              | 예                              | 예                              | 예                              |
| 1080p       | 1920 × 1080 | 240         | 17.50 Gbit/s         | DSC                             | DSC                             | Yes                             | 예                              | 예                              | 예                              | 예                              |
| 1440p       | 2560 × 1440 | 30          | 3.47 Gbit/s          | 예                              | 예                              | 예                              | 예                              | 예                              | 예                              | 예                              |
| 1440p       | 2560 × 1440 | 60          | 7.04 Gbit/s          | DSC                             | 예                              | 예                              | 예                              | 예                              | 예                              | 예                              |
| 1440p       | 2560 × 1440 | 75          | 8.86 Gbit/s          | DSC                             | Yes                             | 예                              | 예                              | 예                              | 예                              | 예                              |
| 1440p       | 2560 × 1440 | 120         | 14.49 Gbit/s         | DSC                             | DSC                             | 예                              | 예                              | 예                              | 예                              | 예                              |
| 1440p       | 2560 × 1440 | 144         | 17.60 Gbit/s         | DSC                             | DSC                             | Yes                             | 예                              | 예                              | 예                              | 예                              |
| 1440p       | 2560 × 1440 | 200         | 25.12 Gbit/s         | 4:2:0 + DSC                     | DSC                             | DSC                             | 예                              | 예                              | 예                              | 예                              |
| 1440p       | 2560 × 1440 | 240         | 30.77 Gbit/s         | 아니요                          | DSC                             | DSC                             | DSC                             | 예                              | 예                              | 예                              |
| 4K          | 3840 × 2160 | 30          | 7.73 Gbit/s          | DSC                             | 예                              | 예                              | 예                              | 예                              | 예                              | 예                              |
| 4K          | 3840 × 2160 | 60          | 15.68 Gbit/s         | DSC                             | DSC                             | 예                              | 예                              | 예                              | 예                              | 예                              |
| 4K          | 3840 × 2160 | 75          | 19.74 Gbit/s         | 4:2:2 + DSC                     | DSC                             | DSC                             | 예                              | 예                              | 예                              | 예                              |
| 4K          | 3840 × 2160 | 98          | 26.07 Gbit/s         | 아니요                          | DSC                             | DSC                             | Yes                             | 예                              | 예                              | 예                              |
| 4K          | 3840 × 2160 | 120         | 32.27 Gbit/s         | 아니요                          | 4:2:2 + DSC                     | DSC                             | DSC                             | 예                              | 예                              | 예                              |
| 4K          | 3840 × 2160 | 144         | 39.19 Gbit/s         | 아니요                          | 4:2:0 + DSC                     | DSC                             | DSC                             | 예                              | 예                              | 예                              |
| 4K          | 3840 × 2160 | 180         | 49.85 Gbit/s         | 아니요                          | 아니요                          | DSC                             | DSC                             | DSC                             | 예                              | 예                              |
| 4K          | 3840 × 2160 | 240         | 68.56 Gbit/s         | 아니요                          | 아니요                          | 4:2:2 + DSC                     | DSC                             | DSC                             | DSC                             | 예                              |
| 5K          | 5120 × 2880 | 30          | 13.67 Gbit/s         | DSC                             | DSC                             | 예                              | 예                              | 예                              | 예                              | 예                              |
| 5K          | 5120 × 2880 | 50          | 22.99 Gbit/s         | 4:2:0 + DSC                     | DSC                             | DSC                             | 예                              | 예                              | 예                              | 예                              |
| 5K          | 5120 × 2880 | 60          | 27.72 Gbit/s         | 아니요                          | DSC                             | DSC                             | DSC                             | 예                              | 예                              | 예                              |
| 5K          | 5120 × 2880 | 100         | 47.10 Gbit/s         | 아니요                          | 아니요                          | DSC                             | DSC                             | DSC                             | 예                              | 예                              |
| 5K          | 5120 × 2880 | 120         | 57.08 Gbit/s         | 아니요                          | 아니요                          | DSC                             | DSC                             | DSC                             | DSC                             | 예                              |
| 5K          | 5120 × 2880 | 144         | 69.30 Gbit/s         | 아니요                          | 아니요                          | 4:2:2 + DSC                     | DSC                             | DSC                             | DSC                             | 예                              |
| 5K          | 5120 × 2880 | 240         | 121.23 Gbit/s        | 아니요                          | 아니요                          | 아니요                          | 4:2:0 + DSC                     | DSC                             | DSC                             | DSC                             |
| 8K          | 7680 × 4320 | 24          | 24.41 Gbit/s         | 4:2:0 + DSC                     | DSC                             | DSC                             | 예                              | 예                              | 예                              | 예                              |
| 8K          | 7680 × 4320 | 30          | 30.60 Gbit/s         | 아니요                          | DSC                             | DSC                             | DSC                             | 예                              | 예                              | 예                              |
| 8K          | 7680 × 4320 | 50          | 51.47 Gbit/s         | 아니요                          | 아니요                          | DSC                             | DSC                             | DSC                             | 예                              | 예                              |
| 8K          | 7680 × 4320 | 60          | 62.06 Gbit/s         | 아니요                          | 아니요                          | DSC                             | DSC                             | DSC                             | DSC                             | 예                              |
| 8K          | 7680 × 4320 | 75          | 78.13 Gbit/s         | 아니요                          | 아니요                          | 4:2:0 + DSC                     | DSC                             | DSC                             | DSC                             | Yes                             |
| 8K          | 7680 × 4320 | 120         | 127.75 Gbit/s        | 아니요                          | 아니요                          | 아니요                          | 아니요                          | DSC                             | DSC                             | DSC                             |
| 8K          | 7680 × 4320 | 144         | 155.11 Gbit/s        | 아니요                          | 아니요                          | 아니요                          | 아니요                          | 4:2:2 + DSC                     | DSC                             | DSC                             |
| 8K          | 7680 × 4320 | 240         | 271.37 Gbit/s        | 아니요                          | 아니요                          | 아니요                          | 아니요                          | 아니요                          | 아니요                          | DSC                             |
|             |             |             |                      | RBR                             | HBR                             | HBR2                            | HBR3                            | UHBR10                          | UHBR13.5                        | UHBR20                          |
| 전송 모드   |             |             |                      |                                 |                                 |                                 |                                 |                                 |                                 |                                 |

1. ↑  디스플레이포트 대역폭의 일부만 비디오 데이터를 전송하는 데 사용된다. RBR, HBR, HBR2, HBR3 전송 모드는 8b/10b 인코딩을 사용한다. 즉, 링크를 통해 전송되는 비트의 80%가 데이터를 나타내고 나머지 20%는 인코딩 목적으로 사용된다. 따라서 이 모드의 최대 비트 전송률(6.48, 10.8, 21.6, 32.4 Gbit/s)은 각각 5.184, 8.64, 17.28, 25.92 Gbit/s의 속도로 비디오 데이터를 전송한다. 디스플레이포트 UHBR 모드는 128b/132b 인코딩과 약간의 추가 오버헤드를 사용하므로 UHBR10, 13.5, 20의 최대 비트 전송률(40, 54, 80 Gbit/s)은 38.69, 52.22, 77.37 Gbit/s의 속도로 데이터를 전송한다.
2. ↑  이러한 데이터 전송률은 RGB 또는 YCBCR 4:4:4 색 형식과 CVT-RB v2 타이밍을 사용하는 비압축 10 bpc (30 bit/px) 색 심도에 대한 것이다. 초당 비트 단위의 RGB 비디오에 대한 비압축 데이터 전송률은 픽셀당 비트 × 프레임당 픽셀 × 초당 프레임으로 계산된다. 프레임당 픽셀은 CVT-RB v2에 의해 정의된 블랭킹 간격을 포함한다.
3. ↑  이 형식은 DSC(디스플레이 스트림 압축)가 사용되는 경우에만 전체 RGB 색상으로 달성할 수 있다. 여기서는 3.75:1(8 비트/px 압축)의 압축률이 가정된다.
4. 1 2 3 4 5  이 형식은 CVT-RB v2 타이밍에서 이 전송 모드의 최대 데이터 전송률을 약간 초과하지만, 비표준 타이밍으로 달성할 수 있을 만큼 충분히 가깝다
5. 1 2  이 형식은 DSC와 크로마 서브샘플링을 함께 사용해야만 달성할 수 있다. 디스플레이포트 표준은 서브샘플링이 사용될 때 DSC 출력 크기에 대해 더 낮은 값을 허용한다. 4:2:0 서브샘플링의 경우 6 비트/px, 4:2:2 서브샘플링의 경우 7 비트/px로, 서브샘플링되지 않은 출력(RGB 및 4:4:4)의 경우 8 비트/px에 비해 낮다.

## 기능
|                                   | 디스플레이포트 버전 | 디스플레이포트 버전   | 디스플레이포트 버전   | 디스플레이포트 버전        | 디스플레이포트 버전                 | 디스플레이포트 버전    |
| 1.0                               | 1.1–1.1a            | 1.2–1.2a              | 1.3                   | 1.4–1.4a                   | 2.0                                 |                        |
| --------------------------------- | ------------------- | --------------------- | --------------------- | -------------------------- | ----------------------------------- | ---------------------- |
| 핫플러그 지원                     | 예                  | 예                    | 예                    | 예                         | 예                                  | 예                     |
| 인라인 오디오                     | 예                  | 예                    | 예                    | 예                         | 예                                  | 예                     |
| 디스플레이포트 콘텐츠 보호 (DPCP) | DPCP 1.0(§1.2.6)    | DPCP 1.0              | DPCP 1.0              | DPCP 1.0                   | DPCP 1.0                            | DPCP 1.0               |
| 고대역 디지털 콘텐츠 보호 (HDCP)  | 아니요              | HDCP 1.3(§1.2.6)      | HDCP 1.3(§1.2.6)      | HDCP 2.2                   | HDCP 2.2                            | HDCP 2.2               |
| 듀얼 모드 (DP++)                  | 아니요              | 예                    | 예                    | 예                         | 예                                  | 예                     |
| 최대 DP++ 대역폭 (TMDS 클록)      | 빈칸                | 4.95 Gbit/s (165 MHz) | 9.00 Gbit/s (300 MHz) | 18.00 Gbit/s (600 MHz):673 | 18.00 Gbit/s (600 MHz)              | 18.00 Gbit/s (600 MHz) |
| 스테레오스코픽 3D 비디오          | 아니요              | 예                    | 예                    | 예                         | 예                                  | 예                     |
| 멀티스트림 전송 (MST)             | 아니요              | 아니요                | 예                    | 예                         | 예                                  | 예                     |
| 고동적 범위 비디오 (HDR)          | 아니요              | 아니요                | 아니요                | 아니요                     | 예                                  | 예                     |
| 디스플레이 스트림 압축 (DSC)      | 아니요              | 아니요                | 아니요                | 아니요                     | DSC 1.2 (DP 1.4) DSC 1.2a (DP 1.4a) | DSC 1.2a               |
| 패널 리플레이                     | 아니요              | 아니요                | 아니요                | 아니요                     | 아니요                              | 예                     |

### 디스플레이포트 듀얼 모드 (DP++)
| 디스플레이포트 핀 | DVI/HDMI 모드      |
| ----------------- | ------------------ |
| 메인 링크 레인 0  | TMDS 채널 2        |
| 메인 링크 레인 1  | TMDS 채널 1        |
| 메인 링크 레인 2  | TMDS 채널 0        |
| 메인 링크 레인 3  | TMDS 클록          |
| AUX CH+           | DDC 클록           |
| AUX CH−           | DDC 데이터         |
| DP_PWR            | DP_PWR             |
| 핫플러그 감지     | 핫플러그 감지      |
| 설정 1            | 케이블 어댑터 감지 |
| 설정 2            | CEC (HDMI 전용)    |

듀얼 모드 디스플레이포트 로고

디스플레이포트 듀얼 모드 (DP++), 또는 듀얼 모드 디스플레이포트라고도 불리는 것은 디스플레이포트 소스가 간단한 수동 어댑터를 사용하여 HDMI 또는 DVI 디스플레이에 연결할 수 있도록 하고, 디스플레이포트 디스플레이가 간단한 수동 어댑터를 사용하여 HDMI 또는 DVI 소스에 연결할 수 있도록 하는 표준이다. 듀얼 모드는 선택적 기능이므로 모든 디스플레이포트 소스가 DVI/HDMI 수동 어댑터를 반드시 지원하는 것은 아니지만, 실제로는 거의 모든 장치가 지원한다. 공식적으로 "DP++" 로고는 듀얼 모드를 지원하는 DP 포트를 나타내는 데 사용되어야 하지만, 대부분의 최신 장치는 이 로고를 사용하지 않는다.
듀얼 모드를 구현하는 장치는 DVI 또는 HDMI 어댑터가 연결되었음을 감지하고 디스플레이포트 신호 대신 DVI/HDMI TMDS 신호를 보낸다. 디스플레이포트 1.1 장치에 사용된 원래 디스플레이포트 듀얼 모드 표준(버전 1.0)은 최대 165 MHz(4.95 Gbit/s 대역폭)의 TMDS 클럭 속도만 지원했다. 이는 HDMI 1.2와 동일하며, 60 Hz에서 최대 1920 × 1200에 충분하다.
2013년, VESA는 듀얼 모드 1.1 표준을 발표했는데, 이는 최대 300 MHz TMDS 클럭(9.00 Gbit/s 대역폭)을 지원하며, 최신 디스플레이포트 1.2 장치에 사용된다. 이는 HDMI 1.4의 최대 340 MHz보다 약간 낮으며, 120 Hz에서 최대 1920 × 1080, 60 Hz에서 2560 × 1440, 또는 30 Hz에서 3840 × 2160에 충분하다. 165 MHz 속도만 가능했던 이전 어댑터는 소급하여 "Type 1" 어댑터로 명명되었으며, 새로운 300 MHz 어댑터는 "Type 2"로 불린다.

#### 듀얼 모드 제한 사항

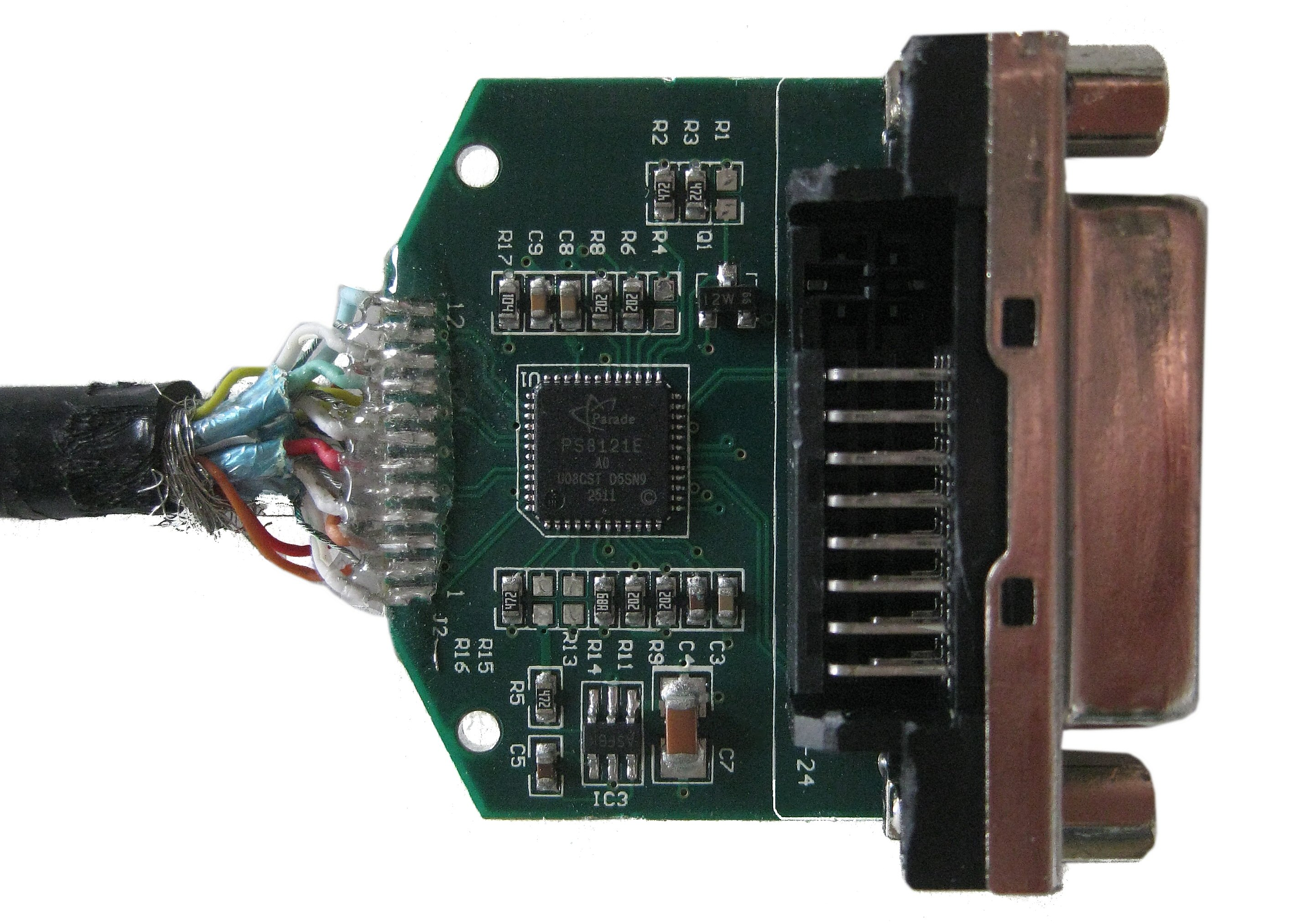
케이스를 제거한 디스플레이포트-DVI 어댑터. 보드의 칩은 듀얼 모드 디스플레이포트 장치에서 생성된 전압 레벨을 DVI 모니터와 호환되도록 변환한다. 이 칩이 있음에도 불구하고, 이는 종종 수동 어댑터로 분류되는데, 이는 중요한 프로토콜 변환이 일어나지 않기 때문이다.

- 제한된 어댑터 속도 – DP 포트가 전송하는 핀아웃 및 디지털 신호 값은 기본 DVI/HDMI TMDS 소스와 동일하지만, 디스플레이포트 소스의 전송 라인은 AC 결합(직렬 커패시터가 라인을 DC 전압 통과로부터 절연함)되어 있는 반면, DVI 및 HDMI TMDS는 DC 결합이다. 결과적으로 듀얼 모드 어댑터는 신호 라인을 DC 소스에 결합하는 레벨 시프팅 회로를 포함해야 한다.[58](§5.5) 이 회로의 존재는 어댑터가 작동할 수 있는 속도에 제한을 두며, 따라서 표준에 추가된 각 더 높은 속도에 대해 최신 어댑터가 필요하다.
- 단방향 – 듀얼 모드 표준은 디스플레이포트 소스가 간단한 수동 어댑터를 사용하여 DVI/HDMI 신호를 출력하는 방법을 지정하지만, 디스플레이포트 디스플레이가 수동 어댑터를 통해 DVI/HDMI 입력 신호를 수신할 수 있도록 하는 대응 표준은 없다. 결과적으로 디스플레이포트 디스플레이는 기본 디스플레이포트 신호만 수신할 수 있으며, DVI 또는 HDMI 입력 신호는 활성 변환 장치를 사용하여 디스플레이포트 형식으로 변환해야 한다. DVI 및 HDMI 소스는 수동 어댑터를 사용하여 디스플레이포트 디스플레이에 연결할 수 없다.[61]
- 단일 링크 DVI 전용 – 디스플레이포트 듀얼 모드는 디스플레이포트 커넥터의 핀을 사용하여 DVI/HDMI 신호를 보내는 방식으로 작동하므로, 20핀 디스플레이포트 커넥터는 단일 링크 DVI 신호(19핀 사용)만 생성할 수 있다. 듀얼 링크 DVI 신호는 25핀을 사용하므로 수동 어댑터를 통해 디스플레이포트 커넥터에서 기본적으로 전송하는 것은 불가능하다. 듀얼 링크 DVI 신호는 활성 변환 장치를 사용하여 기본 디스플레이포트 출력 신호에서 변환해야만 생성할 수 있다.[62]
- USB-C에서 사용 불가 – USB-C 케이블을 통해 디스플레이포트 신호를 전송하기 위한 디스플레이포트 대체 모드 사양에는 듀얼 모드 프로토콜 지원이 포함되어 있지 않다. 결과적으로, USB-C에서 DP 어댑터로 연결될 때 DP-DVI 및 DP-HDMI 수동 어댑터는 작동하지 않는다.[63]

### 멀티 스트림 전송 (MST)
멀티 스트림 전송은 디스플레이포트 1.2 표준에 처음 도입된 기능이다. 여러 비디오 스트림을 단일 스트림으로 다중화하여 분기 장치로 보내고, 분기 장치가 신호를 원래 스트림으로 역다중화함으로써 소스 장치의 단일 DP 포트에서 여러 독립적인 디스플레이를 구동할 수 있도록 한다. 분기 장치는 일반적으로 단일 DP 입력 포트에 연결하여 여러 출력을 제공하는 MST 허브 형태로 발견되지만, 디스플레이 내부에 DP 출력 포트를 제공하여 데이지 체인 연결을 가능하게 함으로써 효과적으로 2포트 MST 허브를 디스플레이 내부에 내장할 수도 있다.(Fig. 2-59) 이론적으로는 최대 63개의 디스플레이를 지원할 수 있지만,(p. 20) 모든 디스플레이의 결합된 데이터 전송률 요구 사항은 단일 DP 포트의 제한(DP 1.2 포트의 경우 17.28 Gbit/s, DP 1.3/1.4 포트의 경우 25.92 Gbit/s)을 초과할 수 없다. 또한 소스와 모든 장치 간의 최대 링크 수(즉, 데이지 체인의 최대 길이)는 7개이며,(§2.5.2) 각 분기 장치(예: 허브)의 물리적 출력 포트 최대 수는 7개이다.(§2.5.1) MST 출시와 함께 표준 단일 디스플레이 작동은 소급하여 "SST" 모드(Single-Stream Transport)로 명명되었다.
데이지 체인 연결은 각 중간 디스플레이에서 특별히 지원해야 하는 기능이다. 모든 디스플레이포트 1.2 장치가 이를 지원하는 것은 아니다. 데이지 체인 연결에는 디스플레이에 전용 디스플레이포트 출력 포트가 필요하다. 대부분의 디스플레이에 있는 표준 디스플레이포트 입력 포트는 데이지 체인 출력으로 사용할 수 없다. 데이지 체인의 마지막 디스플레이만 이 기능을 특별히 지원하거나 DP 출력 포트가 필요하지 않다. 디스플레이포트 1.1 디스플레이도 MST 허브에 연결할 수 있으며, 체인의 마지막 디스플레이인 경우 디스플레이포트 데이지 체인의 일부가 될 수 있다.(§2.5.1)
호스트 시스템의 소프트웨어도 허브 또는 데이지 체인이 작동하려면 MST를 지원해야 한다. 마이크로소프트 윈도우 환경에서는 MST를 완벽하게 지원하지만, 애플 운영 체제는 macOS 10.15("카탈리나") 현재 MST 허브 또는 디스플레이포트 데이지 체인을 지원하지 않는다.
디스플레이포트-DVI 및 디스플레이포트-HDMI 어댑터/케이블은 MST 출력 포트에서 작동할 수도 있고 안 할 수도 있다. 이는 특정 장치에 따라 다르다.
MST는 USB Type-C 디스플레이포트 대체 모드에서 지원되므로, 표준 디스플레이포트 데이지 체인 및 MST 허브는 간단한 Type-C-디스플레이포트 어댑터로 Type-C 소스에서 작동한다.

### 고동적 범위 (HDR)
HDR 비디오 지원은 디스플레이포트 1.4에 도입되었다. 이는 EDID에서 정적 HDR 메타데이터 전송을 위한 CTA 861.3 표준을 구현한다.

### 콘텐츠 보호
디스플레이포트 1.0에는 필립스의 선택적 DPCP(DisplayPort Content Protection)가 포함되어 있으며, 이는 128비트 AES 암호화를 사용한다. 또한 완전한 인증 및 세션 키 설정 기능도 제공한다. 각 암호화 세션은 독립적이며, 독립적인 해지 시스템을 가지고 있다. 이 표준 부분은 별도로 라이선스된다. 또한 수신기와 송신기 간의 근접성을 확인하는 기능도 추가되어, 사용자가 콘텐츠 보호 시스템을 우회하여 데이터를 멀리 떨어진 승인되지 않은 사용자에게 보내는 것을 방지하려는 의도이다.(§6)
디스플레이포트 1.1은 산업 표준 56비트 HDCP 1.3 개정판의 선택적 구현을 추가했는데, 이는 디지털 콘텐츠 보호 LLC로부터 별도의 라이선스를 받아야 한다.(§1.2.6)
디스플레이포트 1.3은 HDMI 2.0에서도 사용되는 HDCP 2.2 지원을 추가했다.

## 비용
디스플레이포트 표준의 개발자인 VESA는 표준이 구현에 대해 로열티가 없다고 밝힌다. 그러나 2015년 3월, MPEG LA는 히타치 맥셀, 필립스, 래티스 세미컨덕터, 램버스 (기업), 소니의 특허를 포함하는 MPEG LA 라이선스 풀의 특허가 적용되는 국가에서 제조 또는 판매되는 디스플레이포트 제품에 대해 단위당 0.20달러의 로열티가 적용된다는 보도 자료를 발표했다. 이에 대해 VESA는 디스플레이포트 FAQ 페이지를 다음과 같이 업데이트했다.
MPEG LA는 디스플레이포트 구현에 라이선스와 로열티 지급이 필요하다고 주장하고 있습니다. 이러한 주장은 단순히 주장이라는 점을 유의해야 합니다. 이러한 주장이 유효한지 여부는 아마도 미국 법원에서 결정될 것입니다.

2019년 8월 현재, VESA의 공식 FAQ에는 더 이상 MPEG LA 로열티 수수료를 언급하는 문구가 포함되어 있지 않다.
VESA는 장치당 로열티를 부과하지 않지만, 해당 표준에 접근하려면 VESA 회원이 되어야 한다. 최소 비용은 현재 연간 $5,000(또는 연간 기업 매출에 따라 $10,000)이다.

## DVI, VGA 및 FPD-링크에 대한 장점
2010년 12월, 인텔, AMD, 델, 레노버, 삼성, LG를 포함한 여러 컴퓨터 공급업체 및 디스플레이 제조업체는 향후 몇 년 내에 FPD-링크, VGA 및 DVI-I를 단계적으로 폐지하고 디스플레이포트 및 HDMI로 대체할 것이라고 발표했다.
디스플레이포트는 VGA, DVI 및 FPD-링크에 비해 여러 가지 장점이 있다.
- 모든 VESA 회원에게 광범위한 채택을 돕기 위한 확장 가능한 표준 제공[77]
- 내장된 자체 클록을 가진 더 적은 레인, 데이터 스크램블링 및 분산 스펙트럼 모드를 통한 EMI 감소
- 마이크로 패킷 프로토콜 기반
  - 여러 데이터 유형으로 표준을 쉽게 확장 가능
  - 오디오와 비디오 간 사용 가능한 대역폭을 유연하게 할당
  - 단일 물리적 연결을 통한 여러 비디오 스트림 (버전 1.2)
  - 광섬유와 같은 대체 물리 매체를 통한 장거리 전송 (버전 1.1a)
- 허브 또는 데이지 체인 연결을 통해 단일 연결로 고해상도 디스플레이 및 여러 디스플레이 지원[78]
  - 17.28 Gbit/s의 유효 비디오 대역폭을 가진 HBR2 모드는 4개의 동시 1080p60 디스플레이(CEA-861 타이밍), 120 Hz에서 2개의 2560 × 1600 × 30 비트(CVT-R 타이밍), 또는 60 Hz에서 4K UHD를 허용한다.[note 1]
  - 25.92 Gbit/s의 유효 비디오 대역폭을 가진 HBR3 모드는 CVT-R2 타이밍을 사용하여 60 Hz에서 8개의 동시 1080p 디스플레이(1920 × 1080), 120 Hz에서 스테레오스코픽 4K UHD(3840 × 2160), 또는 24비트 RGB를 사용하는 60 Hz에서 5120 × 2880, 그리고 4:2:0 서브샘플링을 사용하는 60 Hz에서 최대 8K UHD(7680 × 4320)를 허용한다.[79]
- 내부 칩 간 통신을 위해 설계됨
  - 내부 FPD-링크 연결을 디스플레이 패널에 통합된 링크 인터페이스로 대체하는 것을 목표로 함
  - 서브마이크론 CMOS 제조에 사용되는 저전압 신호와 호환
  - 디스플레이 패널을 직접 구동하여 스케일링 및 제어 회로를 제거하고 더 저렴하고 얇은 디스플레이를 가능하게 함
- 조정 가능한 진폭 및 프리엠퍼시스를 통한 링크 트레이닝은 다양한 케이블 길이 및 신호 품질에 적응
  - 24비트 픽셀당 60 Hz에서 최소 1920 × 1080p 해상도로 15-미터 (49 ft) 케이블에 대한 대역폭 전송 감소
  - 3 미터 (9.8 ft)에 대한 전체 대역폭 전송
- DDC, EDID, MCCS, DPMS, HDCP, 어댑터 식별 등 트래픽을 위한 고속 보조 채널
  - 양방향 USB, 터치 패널 데이터, CEC 등 전송에 사용 가능
- 자동 잠금 커넥터

## HDMI와의 비교
디스플레이포트가 HDMI와 대부분 동일한 기능을 가지고 있지만, 다른 시나리오에서 사용되는 보완적인 연결이다. 듀얼 모드 디스플레이포트 포트는 수동 어댑터를 통해 HDMI 신호를 방출할 수 있다.
- 2008년 기준으로 HDMI 라이선싱(HDMI Licensing, LLC)은 각 대량 제조업체에 연간 10,000달러의 수수료와 단위당 0.04달러에서 0.15달러의 로열티를 부과했다.[82] 디스플레이포트는 로열티가 없지만, 구현자가 해당 구현에 대해 (로열티 또는 기타) 비용을 청구하는 것을 막지는 않는다.[83]
- 디스플레이포트 1.2는 21.6 Gbit/s[84](오버헤드 제거 시 17.28 Gbit/s)의 더 넓은 대역폭을 가지는 반면, HDMI 2.0은 18 Gbit/s[85](오버헤드 제거 시 14.4 Gbit/s)이다.
- 디스플레이포트 1.3은 이를 32.4 Gbit/s(오버헤드 제거 시 25.92 Gbit/s)로 높이고, HDMI 2.1은 이를 48 Gbit/s(오버헤드 제거 시 42.67 Gbit/s)로 높이며, 클록 레인 대신 추가 TMDS 링크를 추가한다. 디스플레이포트는 또한 이 대역폭을 분리된 장치로의 여러 스트림의 오디오 및 비디오와 공유할 수 있는 기능을 가지고 있다.
- 디스플레이포트는 역사적으로 같은 시기에 사용 가능한 HDMI 표준보다 높은 대역폭을 가졌다. 유일한 예외는 HDMI 2.1(2017)이 디스플레이포트 1.3(2014)의 32.4 Gbit/s보다 높은 48 Gbit/s의 전송 대역폭을 가졌다는 점이다. 디스플레이포트 2.0(2019)은 80.0 Gbit/s로 전송 대역폭 우위를 되찾았다.
- 디스플레이포트는 기본 모드에서 소비자 가전 제어(CEC) 명령과 같은 일부 HDMI 기능이 부족하다. CEC 버스는 단일 디스플레이에 여러 소스를 연결하고 모든 리모컨에서 이러한 장치를 제어할 수 있도록 한다.[9][86][87] 디스플레이포트 1.3은 AUX 채널을 통한 CEC 명령 전송 가능성을 추가했다.[88] HDMI는 첫 버전부터 TV와 같이 단일 디스플레이에 여러 소스를 연결하는 것을 지원하기 위해 CEC를 특징으로 한다. 반대로, 멀티스트림 전송은 단일 컴퓨터 소스에 여러 디스플레이를 연결할 수 있도록 한다. 이는 HDMI가 가전 제품 회사에서 시작된 반면, 디스플레이포트가 컴퓨터 표준을 위한 조직으로 시작된 VESA가 소유하고 있다는 사실을 반영한다.
- HDMI는 추가 색 공간과 같은 기능을 허용하는 고유한 공급업체별 블록 구조를 사용한다. 그러나 이러한 기능은 CEA EDID 확장에 의해 정의될 수 있다.[89]
- HDMI와 디스플레이포트 모두 USB-C 커넥터를 통해 신호를 전송하기 위한 사양을 발표했다. 자세한 내용은 USB-C § 대체 모드 파트너 사양을 참조하십시오.

## 시장 점유율
IDC의 수치에 따르면 2009년에 출시된 상업용 데스크톱의 5.1%, 상업용 노트북의 2.1%가 디스플레이포트 기능을 갖추고 있었다. 이는 VGA의 단계적 폐지와 인텔 및 AMD가 2013년까지 FPD-링크가 적용된 제품 생산을 중단할 계획이 주요 요인이었다. 디지타임스 리서치에 따르면 2014년 8월 미국, 영국, 독일, 일본, 중국에서 판매된 LCD 모니터의 거의 70%가 HDMI/디스플레이포트 기술을 탑재했는데, 이는 전년 대비 7.5% 증가한 수치이다. 분석 회사 IHS 마킷은 2019년에 디스플레이포트가 HDMI를 넘어설 것이라고 예측했다.

## 관련 표준

### 미니 디스플레이포트
미니 디스플레이포트(mDP)는 2008년 4분기에 애플이 발표한 표준이다. 미니 디스플레이포트 발표 직후, 애플은 커넥터 기술을 무상으로 라이선스할 것이라고 발표했다. 이듬해인 2009년 초, VESA는 미니 디스플레이포트가 향후 디스플레이포트 1.2 사양에 포함될 것이라고 발표했다.
2011년 2월 24일, 애플과 인텔은 미니 디스플레이포트 기반 주변 기기와의 역호환성을 유지하면서 PCI 익스프레스 데이터 연결을 추가 지원하는 미니 디스플레이포트의 후속작인 선더볼트를 발표했다.

### 마이크로 디스플레이포트
마이크로 디스플레이포트는 전화기, 태블릿, 초소형 노트북 컴퓨터와 같이 초소형 커넥터가 필요한 시스템을 목표로 삼았을 것이다. 이 표준은 현재 사용 가능한 미니 디스플레이포트 커넥터보다 물리적으로 더 작았을 것이다. 이 표준은 2014년 2분기까지 출시될 것으로 예상되었다.

### DDM
다이렉트 드라이브 모니터(DDM) 1.0 표준은 2008년 12월에 승인되었다. 이 표준은 디스플레이 패널이 디스플레이포트 신호에 의해 직접 구동되는 컨트롤러 없는 모니터를 허용하지만, 사용 가능한 해상도 및 색 심도는 2레인 작동으로 제한된다.

### 디스플레이 스트림 압축
디스플레이 스트림 압축(DSC)은 VESA가 개발한 비디오 압축 알고리즘으로, 기존 물리 인터페이스를 통해 디스플레이 해상도와 프레임 속도를 높이고, 장치를 더 작고 가볍게 만들며, 배터리 수명을 연장하도록 설계되었다.

### eDP
임베디드 디스플레이포트(eDP)는 휴대용 및 임베디드 장치용 디스플레이 패널 인터페이스 표준이다. 이는 그래픽 카드와 통합 디스플레이 간의 신호 인터페이스를 정의한다. eDP의 다양한 개정판은 기존 디스플레이포트 표준을 기반으로 한다. 그러나 두 표준 간의 버전 번호는 상호 호환되지 않는다. 예를 들어, eDP 버전 1.4는 디스플레이포트 1.2를 기반으로 하는 반면, eDP 버전 1.4a는 디스플레이포트 1.3을 기반으로 한다. 임베디드 디스플레이포트는 최신 노트북에서 LVDS를 대체하여 지배적인 패널 인터페이스가 되었다.
eDP 1.0은 2008년 12월에 채택되었다. 여기에는 원활한 주사율 전환과 같은 고급 절전 기능이 포함되었다.
버전 1.1은 2009년 10월에 승인되었고, 이어서 2009년 11월에 버전 1.1a가 승인되었다.
버전 1.2는 2010년 5월에 승인되었으며, 디스플레이포트 1.2 HBR2 데이터 전송률, 120 Hz 순차 색상 모니터, 그리고 AUX 채널을 통해 작동하는 새로운 디스플레이 패널 제어 프로토콜을 포함한다.
버전 1.3은 2011년 2월에 공개되었다. 이는 휴대용 PC 시스템의 시스템 전력을 절약하고 배터리 수명을 더욱 연장하기 위해 개발된 새로운 선택적 Panel Self-Refresh(PSR) 기능을 포함한다. PSR 모드는 디스플레이 패널 컨트롤러에 프레임버퍼 메모리를 포함시켜 GPU가 프레임 업데이트 사이에 절전 상태로 진입할 수 있도록 한다.
버전 1.4는 2013년 2월에 출시되었다. PSR 모드에서 부분 프레임 업데이트, 지역 백라이트 제어, 낮은 인터페이스 전압 및 추가 링크 속도를 통해 전력 소비를 줄였다. 보조 채널은 다양한 폼 팩터를 수용하기 위해 멀티 터치 패널 데이터를 지원한다. 버전 1.4a는 2015년 2월에 공개되었다. 기본 디스플레이포트 버전은 HBR3 데이터 전송률, Display Stream Compression 1.1, Segmented Panel Displays, Panel Self-Refresh의 부분 업데이트를 지원하기 위해 1.3으로 업데이트되었다. 버전 1.4b는 2015년 10월에 공개되었으며, 프로토콜 개선 및 명확화는 2016년 중반까지 eDP 1.4b가 장치에 채택될 수 있도록 하는 것을 목표로 한다. 버전 1.5는 2021년 10월에 공개되었다. 이는 향상된 Adaptive-Sync 지원을 포함한 새로운 기능과 프로토콜을 추가하여 추가적인 전력 절감과 게임 및 미디어 재생 성능 향상을 제공한다.

### iDP
내부 디스플레이포트(iDP)는 디지털 TV 시스템 온 칩 컨트롤러와 디스플레이 패널의 타이밍 컨트롤러 간의 내부 링크를 정의하는 표준이다. 버전 1.0은 2010년 4월에 승인되었다. 이는 현재 사용되는 내부 FPD-링크 레인을 디스플레이포트 연결로 대체하는 것을 목표로 한다. iDP는 독특한 물리적 인터페이스와 프로토콜을 특징으로 하며, 디스플레이포트와 직접 호환되지 않고 외부 연결에는 적용되지 않지만, 단순성과 확장성을 제공하면서 매우 높은 해상도와 주사율을 가능하게 한다. iDP는 비가변 2.7 GHz 클럭을 특징으로 하며, 명목상 레인당 3.24 Gbit/s로 평가되며, 뱅크에 최대 16개의 레인을 가질 수 있어 1080p24 신호에 대해 FPD-링크에 비해 배선 요구 사항이 6배 감소한다. 다른 데이터 전송률도 가능하다. iDP는 단순성을 염두에 두고 제작되었으므로 AUX 채널, 콘텐츠 보호 또는 여러 스트림을 가지고 있지 않다. 그러나 프레임 순차 및 라인 인터리브드 스테레오 3D를 지원한다.

### PDMI
휴대용 디지털 미디어 인터페이스(PDMI)는 도킹 스테이션/디스플레이 장치와 휴대용 미디어 플레이어 간의 상호 연결로, 2레인 디스플레이포트 v1.1a 연결을 포함한다. 2010년 2월에 ANSI/CEA-2017-A로 승인되었다.

### wDP
무선 디스플레이포트(wDP)는 60 GHz 라디오 대역에서 작동하는 무선 애플리케이션을 위해 디스플레이포트 1.2의 대역폭과 기능 세트를 가능하게 한다. 2010년 11월 WiGig 얼라이언스와 VESA가 협력하여 발표했다.

### SlimPort

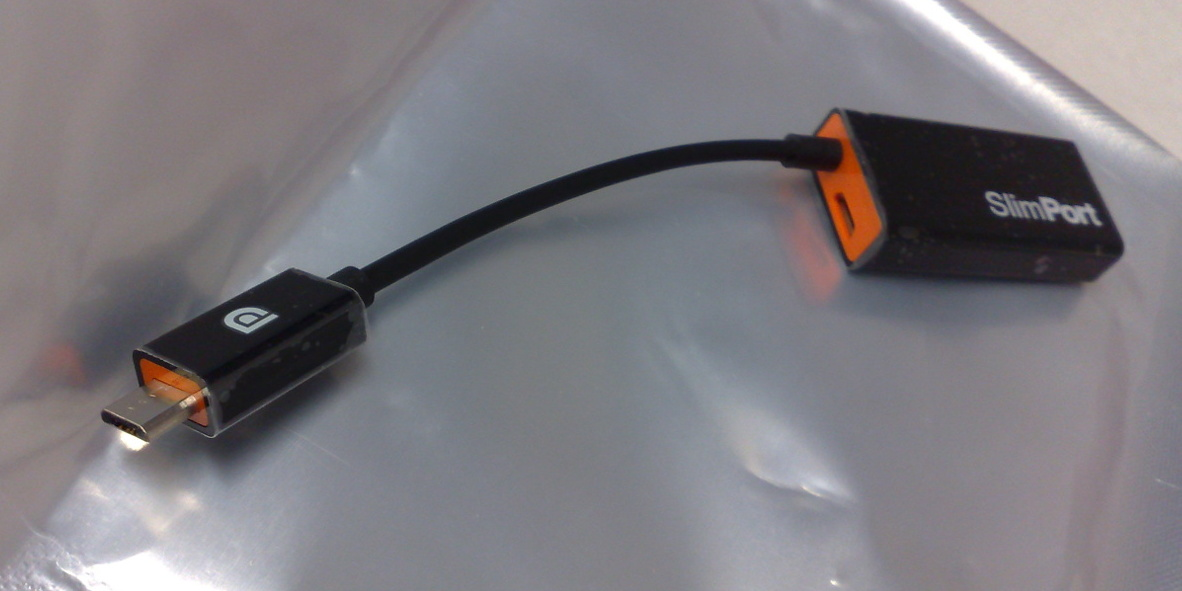
아날로직스(Analogix)에서 제작한 슬림포트-HDMI 어댑터

Analogix 제품의 브랜드인 SlimPort는 모바일 기기에서 외부 디스플레이 및 HDTV로 연결을 제공하는 모바일 오디오/비디오 인터페이스를 위한 산업 표준인 Mobility DisplayPort(MyDP)를 준수한다. SlimPort는 마이크로-USB 커넥터를 통해 외부 변환 액세서리 또는 디스플레이 장치로 최대 4K-UltraHD 비디오 및 최대 8채널 오디오 전송을 구현한다. SlimPort 제품은 디스플레이포트, HDMI 및 VGA 디스플레이에 원활하게 연결할 수 있다. MyDP 표준은 2012년 6월에 출시되었으며, SlimPort를 사용한 최초의 제품은 구글의 넥서스 4 스마트폰이었다. LG G 시리즈의 일부 LG 스마트폰도 SlimPort를 채택했다.
SlimPort는 MHL의 대안이다.

### DisplayID
DisplayID는 E-EDID 표준을 대체하도록 설계되었다. DisplayID는 기존의 모든 EDID 확장뿐만 아니라 3D 디스플레이 및 임베디드 디스플레이를 위한 새로운 확장을 포함하는 가변 길이 구조를 특징으로 한다.
최신 버전 1.3 (2013년 9월 23일 발표)은 타일형 디스플레이 토폴로지에 대한 향상된 지원을 추가한다. 이는 여러 비디오 스트림을 더 잘 식별하고 베젤 크기 및 위치를 보고할 수 있도록 한다. 2013년 12월 현재, 많은 최신 4K 디스플레이는 타일형 토폴로지를 사용하지만, 어떤 타일이 왼쪽이고 어떤 타일이 오른쪽인지 비디오 소스에 보고하는 표준적인 방법이 부족하다. 이러한 초기 4K 디스플레이는 제조상의 이유로 일반적으로 두 개의 1920×2160 패널을 함께 라미네이트하여 사용하며, 현재 일반적으로 다중 모니터 설정으로 취급된다. DisplayID 1.3은 또한 8K 디스플레이 감지를 허용하며, 여러 비디오 스트림이 사용되는 스테레오 3D에도 응용된다.

### 독포트
독포트는 USB 3.0 데이터 및 연결된 외부 디스플레이에서 휴대용 장치 충전을 위한 전원을 포함하도록 디스플레이포트를 확장한 것이다. 원래 AMD와 텍사스 인스트루먼트가 개발했으며, 2014년에 VESA 사양으로 발표되었다.

### USB-C
2014년 9월 22일, VESA는 새로 출시된 USB-C 커넥터를 통해 디스플레이포트 신호를 전송하는 방법에 대한 사양인 USB Type-C 커넥터 표준의 디스플레이포트 대체 모드를 발표했다. USB가 SuperSpeed 버스에 사용하는 차동 쌍 중 하나, 둘 또는 넷 모두를 디스플레이포트 레인으로 동적으로 구성할 수 있다. 처음 두 경우에는 커넥터가 여전히 전체 SuperSpeed 신호를 전송할 수 있으며, 후자의 경우에는 최소한 비-SuperSpeed 신호를 사용할 수 있다. 디스플레이포트 AUX 채널도 동일한 연결을 통해 두 개의 사이드밴드 신호로 지원되며, 또한 새로 확장된 USB-PD 2.0 사양에 따라 USB 전력 공급도 동시에 가능하다. 이로써 Type-C 커넥터는 독포트, SlimPort, 미니 및 마이크로 디스플레이포트에서 구상했던 사용 사례의 엄격한 상위 집합이 된다.

### 버추얼링크
버추얼링크는 가상 현실 헤드셋을 구동하는 데 필요한 전원, 비디오, 데이터를 단일 USB-C 케이블로 전달할 수 있도록 하는 제안이었다. 이 제안은 2020년 9월에 폐기되었다.

## 제품

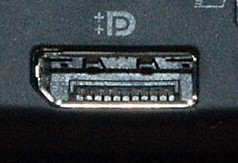
듀얼 모드 디스플레이포트 커넥터

2006년 디스플레이포트가 도입된 이후, 이 기술은 컴퓨터 산업에서 인기를 얻었으며 많은 그래픽 카드, 디스플레이 및 노트북 컴퓨터에 탑재되고 있다. 델은 2008년 1월에 출시된 델 울트라샤프 3008WFP로 디스플레이포트 커넥터가 적용된 소비자 제품을 처음으로 선보였다. 곧이어 AMD와 엔비디아가 이 기술을 지원하는 제품을 출시했다. AMD는 라데온 HD 3000 시리즈 그래픽 카드에 지원을 포함시켰고, 엔비디아는 지포스 9 시리즈 중 지포스 9600 GT부터 지원을 시작했다.

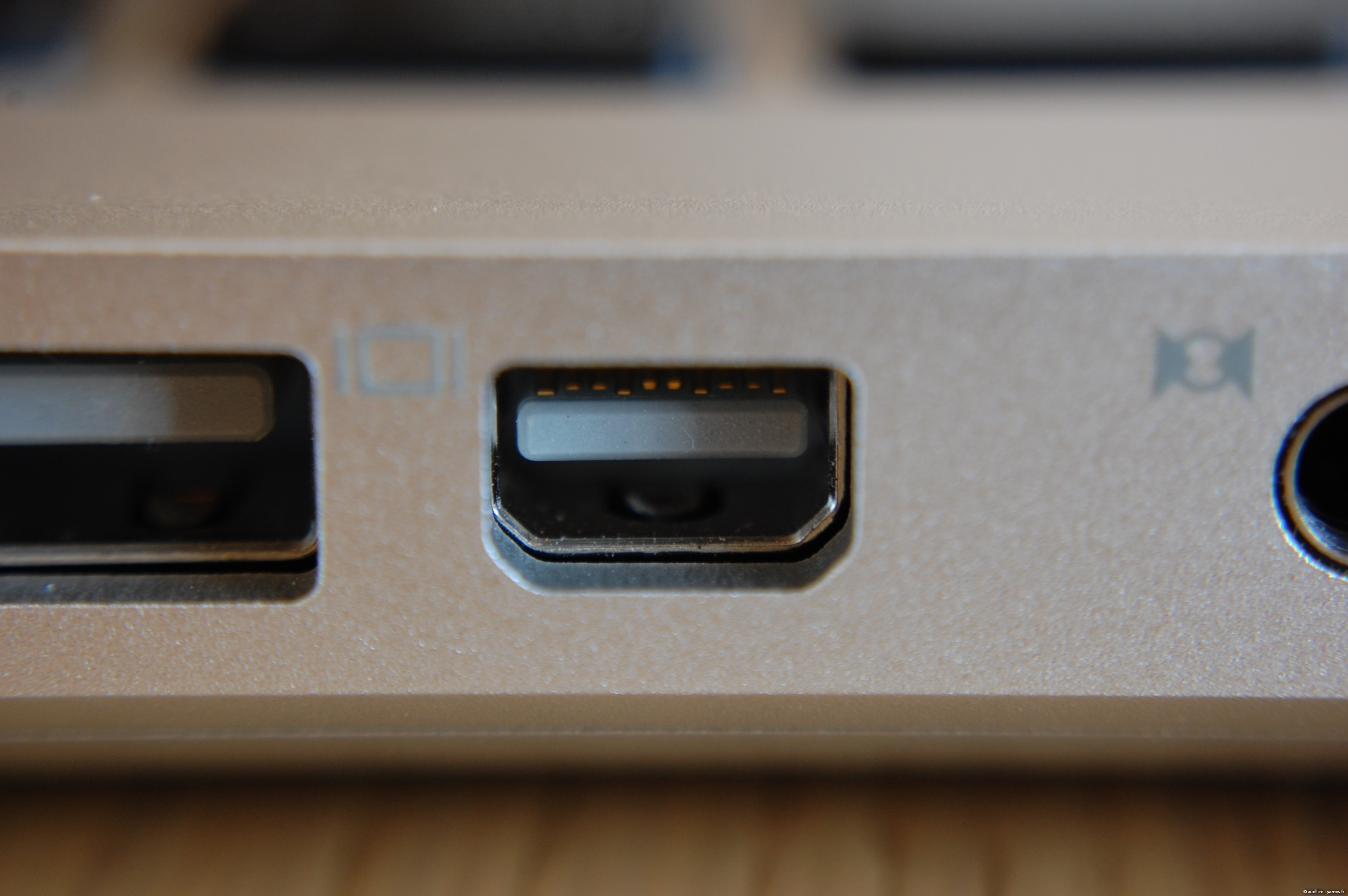
애플 맥북의 미니 디스플레이포트 커넥터

2008년 후반, 애플은 미니 디스플레이포트가 탑재된 여러 제품을 선보였다. 당시에는 독점 기술이었던 이 새로운 커넥터는 결국 디스플레이포트 표준의 일부가 되었지만, 애플은 라이선스 사용자가 "애플에 대한 특허 침해 소송을 시작할 경우" 라이선스를 무효화할 권리를 보유한다. 2009년, AMD도 라데온 HD 5000 시리즈 그래픽 카드에 이 기능을 적용하여, 이 시리즈의 아이피니티 버전에서 미니 디스플레이포트를 탑재했다.
엔비디아는 2015년 11월 4일에 8개의 미니 디스플레이포트 출력을 가진 그래픽 카드인 NVS 810을 출시했는데, 이는 디지털 사이니지를 위한 것이었다.
엔비디아는 2016년 5월 6일 세계 최초로 디스플레이포트 1.4를 지원하는 그래픽 카드인 지포스 GTX 1080을 공개했다. AMD는 2016년 6월 29일 디스플레이포트 1.3/1.4를 지원하는 라데온 RX 480을 출시하며 뒤를 이었다. 라데온 RX 400 시리즈는 디스플레이포트 1.3 HBR 및 HDR10을 지원하며, 레퍼런스 보드 디자인에서 DVI 커넥터를 제거한다.
2017년 2월, VESA와 퀄컴은 디스플레이포트 Alt 모드 비디오 전송이 스마트폰, VR/AR 헤드마운트 디스플레이, IP 카메라, 태블릿 및 모바일 PC에 전력을 공급하는 스냅드래곤 835 모바일 칩셋에 통합될 것이라고 발표했다.

### USB-C를 통한 디스플레이포트 대체 모드 지원

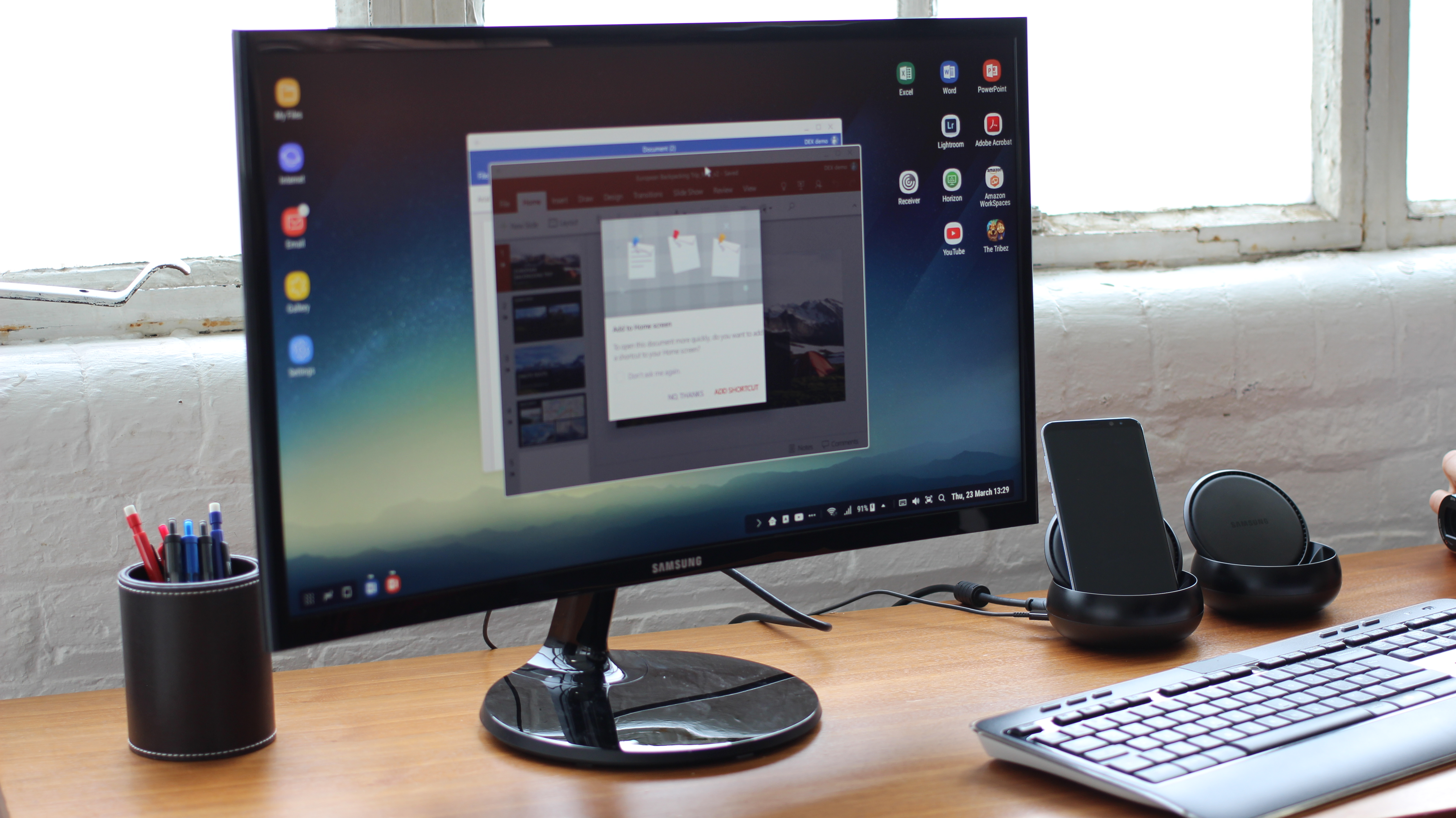
모니터에 연결된 S8이 장착된 삼성 덱스 도킹 스테이션

현재 디스플레이포트는 가장 널리 구현된 대체 모드이며, 표준 크기의 디스플레이포트 또는 HDMI 포트가 없는 스마트폰, 태블릿, 노트북과 같은 장치에서 비디오 출력을 제공하는 데 사용된다. USB-C 멀티포트 어댑터는 장치의 기본 비디오 스트림을 디스플레이포트/HDMI/VGA로 변환하여 TV나 컴퓨터 모니터와 같은 외부 디스플레이에 표시할 수 있도록 한다.
USB-C를 통한 디스플레이포트 대체 모드를 지원하는 장치로는 맥북, 크롬북 픽셀, 서피스 북 2, 삼성 갤럭시 탭 S4, 아이패드 프로 (3세대), 아이폰 15/15 프로, HTC 10/U 울트라/U11/U12+, 화웨이 메이트 10/20/30, LG V20/V30/V40*/V50, 원플러스 7 및 이후 모델, ROG 폰, 삼성 갤럭시 S8 및 이후 모델, 닌텐도 스위치, 소니 엑스페리아 1/5 등이 있다.

## 참여 기업
다음 기업들은 디스플레이포트, eDP, iDP, DDM 또는 DSC 표준의 초안을 준비하는 데 참여했다.
- 애질런트
- 알테라
- AMD 그래픽스 제품 그룹
- Analogix[127]
- 애플
- 아스트로디자인
- BenQ
- 브로드컴 코퍼레이션
- 치메이 옵토일렉트로닉스
- Chrontel[128]
- 델
- 디스플레이 랩스
- 폭스콘 일렉트로닉스
- 퓨처플러스 시스템스
- 제네시스 마이크로칩[129]
- 기가바이트 테크놀로지
- 하든트
- 휴렛 패커드
- 호시덴
- 히로세 전기 그룹
- 인텔 코퍼레이션
- 인투픽스
- I-PEX
- Integrated Device Technology
- JAE 일렉트로닉스
- 가와사키 마이크로일렉트로닉스 (K-Micro)
- 키사이트 테크놀로지스
- 레노버
- LG디스플레이
- 룩스테라
- 몰렉스
- NEC
- 엔비디아
- NXP 반도체
- Xi3 코퍼레이션
- 퍼레이드 테크놀로지스
- 리얼텍 세미컨덕터
- 삼성[130]
- SMK
- ST마이크로일렉트로닉스
- 시냅틱스
- 신테시스 리서치
- 텔레다인 르크로이 (퀀텀데이터)
- 텍트로닉스
- 텍사스 인스트루먼트
- TLi
- Tyco Electronics
- 뷰소닉
- VTM

다음 기업들은 추가로 디스플레이포트, eDP 또는 iDP를 구현할 의사를 발표했다.
- 에이서
- ASRock[131]
- 바이오스타
- 크로마
- 블랙베리
- 서킷 어셈블리
- 데이터프로[132]
- 에이조
- 후지쯔
- 홀 리서치 테크놀로지스
- ITE Tech.
- 매트록스 그래픽스
- 마이크로-스타 인터내셔널[133]
- M스타 세미컨덕터
- 노바텍 마이크로일렉트로닉스
- Palit Microsystems Ltd.
- 파이오니어
- 필립스
- 퀀텀 데이터
- 스파클 컴퓨터
- 도시바
- 유니그라프
- 자이트릭스

## 같이 보기
- HDBaseT
- HDMI
- 선더볼트 (인터페이스)